# Liste des œuvres présentées à la première exposition impressionniste de 1874

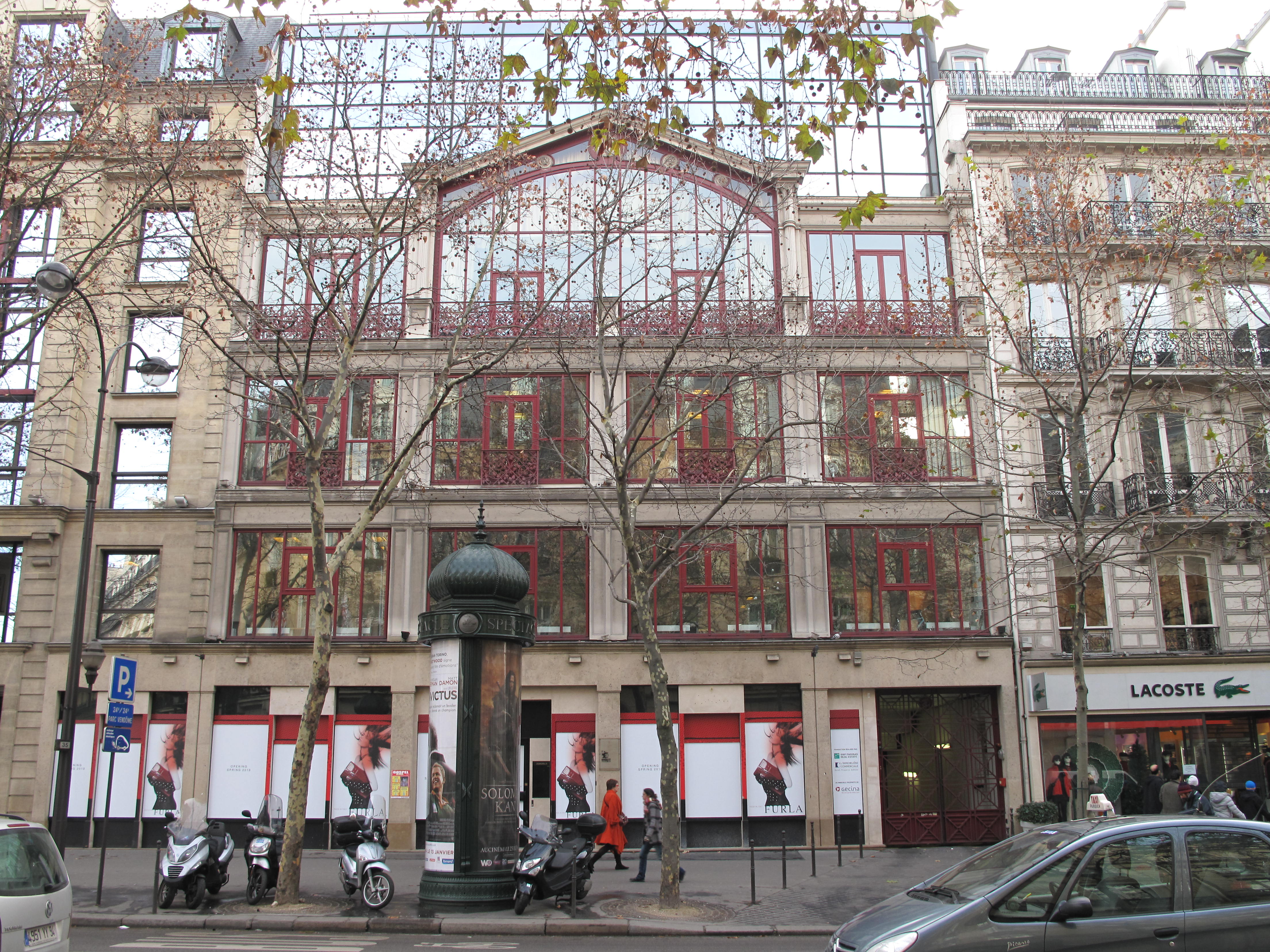
Façade du 35, boulevard des Capucines à Paris, emplacement des ateliers de Nadar, lieu de l'exposition.

Cet article recense les œuvres présentées lors de la première exposition impressionniste, qui s'est tenue du 15 avril au 15 mai 1874. Rassemblant 30 artistes, la première exposition des peintres impressionnistes regroupe 165 œuvres.
La liste est issue principalement des deux volumes de Sophie Monneret, L'Impressionnisme et son époque, de la somme de Gérald Schurr, Les Petits Maitres de la peinture, 1820-1920, ouvrages complétés par des informations trouvées dans la presse de 1874 numérisée sur Gallica, qui permet de comparer les titres des tableaux actuels avec ceux qu'on leur donne aujourd'hui, ainsi qu'avec la base Salons, base de données compilée par le musée d'Orsay des œuvres exposées aux salons de beaux-arts de 1673 à 1914.

## Artistes
On y retrouve de très nombreux artistes vus aujourd'hui comme non impressionnistes, mais aussi des artistes qui étaient importants à l'époque de la lutte pour une peinture différente, comme Zacharie Astruc, et qui ont été oubliés par la suite, leurs œuvres étant parfois beaucoup plus difficiles à trouver que celle des grands maitres comme Auguste Renoir, Claude Monet, Alfred Sisley ou Camille Pissarro. Les moins connus sont regroupés sous le terme « petits-maîtres », ce qui constitue une grave injustice selon Gérald Schurr :

« Au fait, qu'est-ce qu'un petit maître ? Eugène Boudin ? Plus maintenant en tout cas. Mais n'oublions pas qu'il était considéré comme tel avant la guerre de 1940 […] et ce phénomène du passage nous intéresse : en 1938, une toile de Boudin ne dépassait pas quelques milliers de francs. Il est aujourd'hui devenu inaccessible pour le collectionneur moyen […] il y a aujourd'hui encore beaucoup de cas semblables. Nous mettrons ici […] l'accent sur des peintres négligés, souvent sans raison. »

Le catalogue donne, pour chaque artiste, son adresse ou celle de son studio.

## Titres
Les titres des œuvres, ainsi que leur ordre, sont ceux donnés sur le catalogue de l'exposition. Ils peuvent différer de ceux qu'on leur donne aujourd'hui. Dans certains cas, plusieurs œuvres peuvent porter le même titre (trois tableaux de Claude Monet sont référencés sous le nom Intérieur de la gare Saint-Lazare, à Paris).
Par exemple, Gelée blanche de Pissarro, était intitulé Le Champ labouré dans le célèbre article du Charivari par Louis Leroy.
Par ailleurs, de façon quasi systématique, les noms des personnes ne sont indiqués que par leurs initiales. Ainsi, le portrait de Céleste Caillebotte, mère du peintre Gustave Caillebotte est simplement titré Portrait de madame C...

## Liste
Sauf mention contraire, les œuvres sont des peintures à l'huile sur toile. Les numéros correspondent à ceux du catalogue de l'exposition (lequel n'indique aucun numéro 71, 72 et 73).

### Zacharie Astruc
Zacharie Astruc présente 14 œuvres : 6 peintures à l'huile et 8 aquarelles,,. 4 peintures de paysages sont regroupées dans le même cadre et sous la même entrée du catalogue ; de même, 6 aquarelles sont présentées dans le même cadre. Le catalogue mentionne que le peintre (ou son studio) est domicilié au 5 rue Darcet, à Paris.
- 1 : Le Bouquet à la pénitente (aquarelle)
- 2 : La Leçon du vieux torero (aquarelle)
- 3 : Cadre de figures contenant (aquarelles) :
  - Dames flamandes à leur fenêtre
  - Scènes de somnambulisme
  - Enfants flamands dans une serre
  - Poupées japonaises
  - Les Présents chinois (Londres) (collection particulière[7])
  - Intérieur parisien (collection du musée d'Évreux[7])
- 4 : Cadre de paysages comprenant :
  - Estaminet dans les Flandres
  - Jardins de Schaerbeek
  - Intérieur d'estaminet
  - Étang de Saint-Josse-ten-Noode (Flandres)
- 5 :  Les Poupées Blanches (Japon)
- 6 :  Le Ménage mal assorti

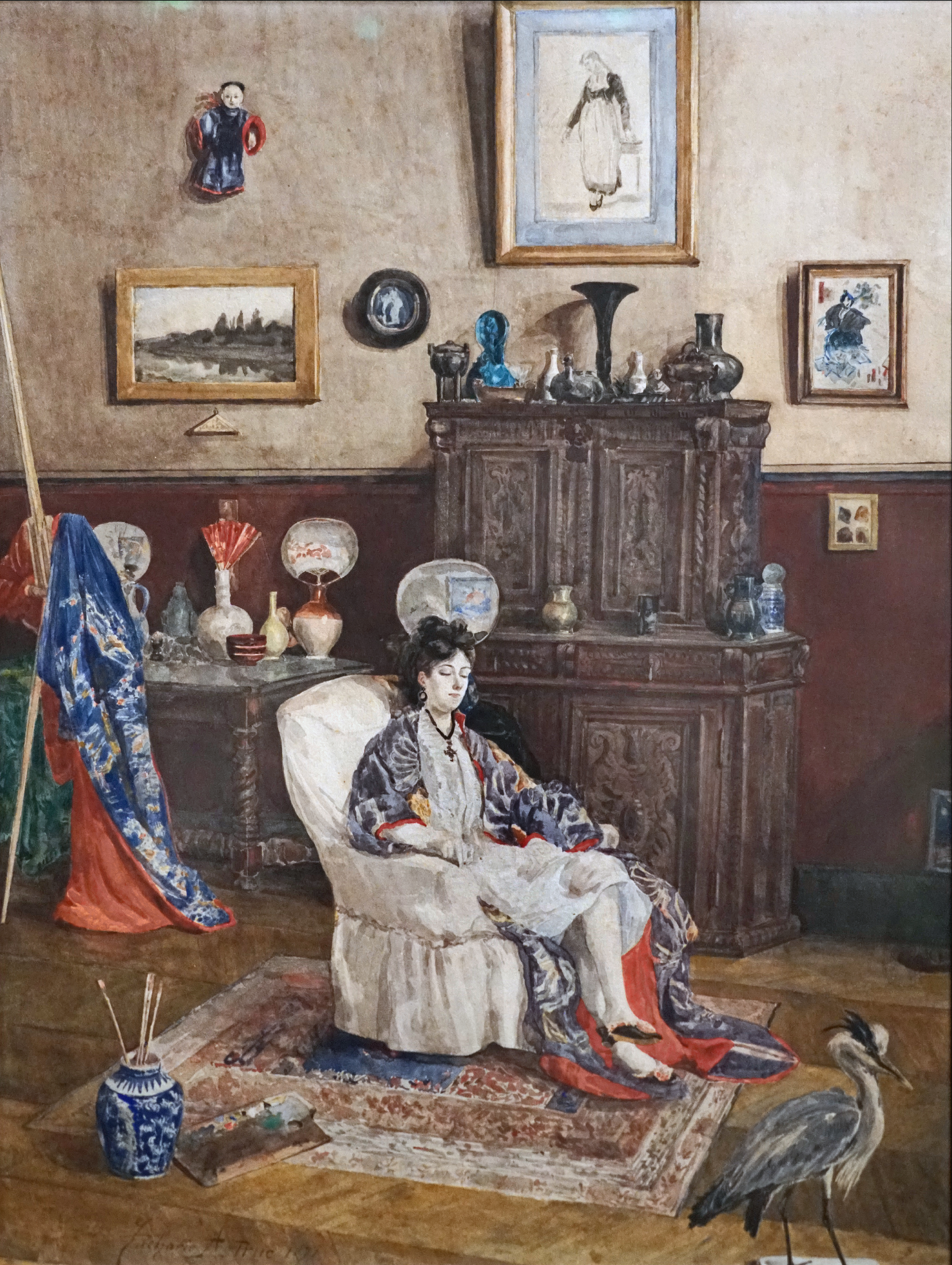
3 : Scène de somnanbulisme (1871, Musée de l'Opéra de Vichy)
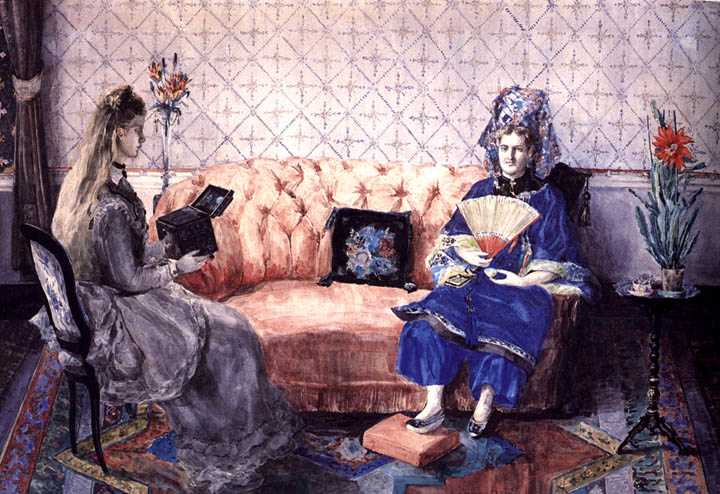
3 : Les Présents chinois (Londres) (1874, musée d'art, histoire et archéologie d'Évreux)
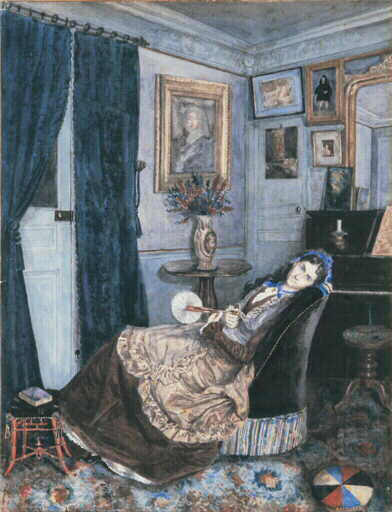
3 : Intérieur parisien (collection privée)

### Antoine Ferdinand Attendu
Antoine Ferdinand Attendu présente 6 œuvres : 4 tableaux et 2 aquarelles,,. Il est domicilié au 3 rue des Fossés-Saint-Jacques à Paris.
- 7 : Nature morte (indiqué appartenant à M. A.Q)
- 8 :  Un fin connaisseur
- 9 : Quelques réflexions (au XIIIe arrondissement)
- 10 : Nature morte : musique (aquarelle)
- 11 : Nature morte (cuisine)
- 12 : Nature morte : cuisine (aquarelle ; indiquée appartenant à M. J.D)

### Édouard Béliard
Édouard Béliard présente 4 tableaux,, (sous le nom d'E. Beliard). Il est représenté chez M. Martin, marchand de tableaux, au 52 rue Laffitte à Paris.
- 13 : Le Fort de la Halle (indiqué appartenant à M. D ; pourrait être dans les collections du musée intercommunal d'Étampes[11])
- 14 : Saules
- 15 : Rue de l'Hermitage, à Pontoise
- 16 : Vallée d'Auvers

### Eugène Boudin
Eugène Boudin présente 15 œuvres : 3 tableaux, 8 pastels et 4 aquarelles,. Il est domicilié au 31 rue Saint-Lazare à  Paris.
- 17 : Le Toulinguet, côte de Camaret (Finistère)
- 18 : Rivage de Portrieux (Côtes-du-Nord)
- 19 : Rivage de Portrieux (Côtes-du-Nord)
- 20 : Études de ciel (quatre cadres portant le même numéro de catalogue ; pastels)
- 21 : Études diverses (deux cadres portant le même numéro de catalogue ; pastels)
- 22 : Plage de Trouville (quatre cadres portant le même numéro de catalogue ; aquarelles)

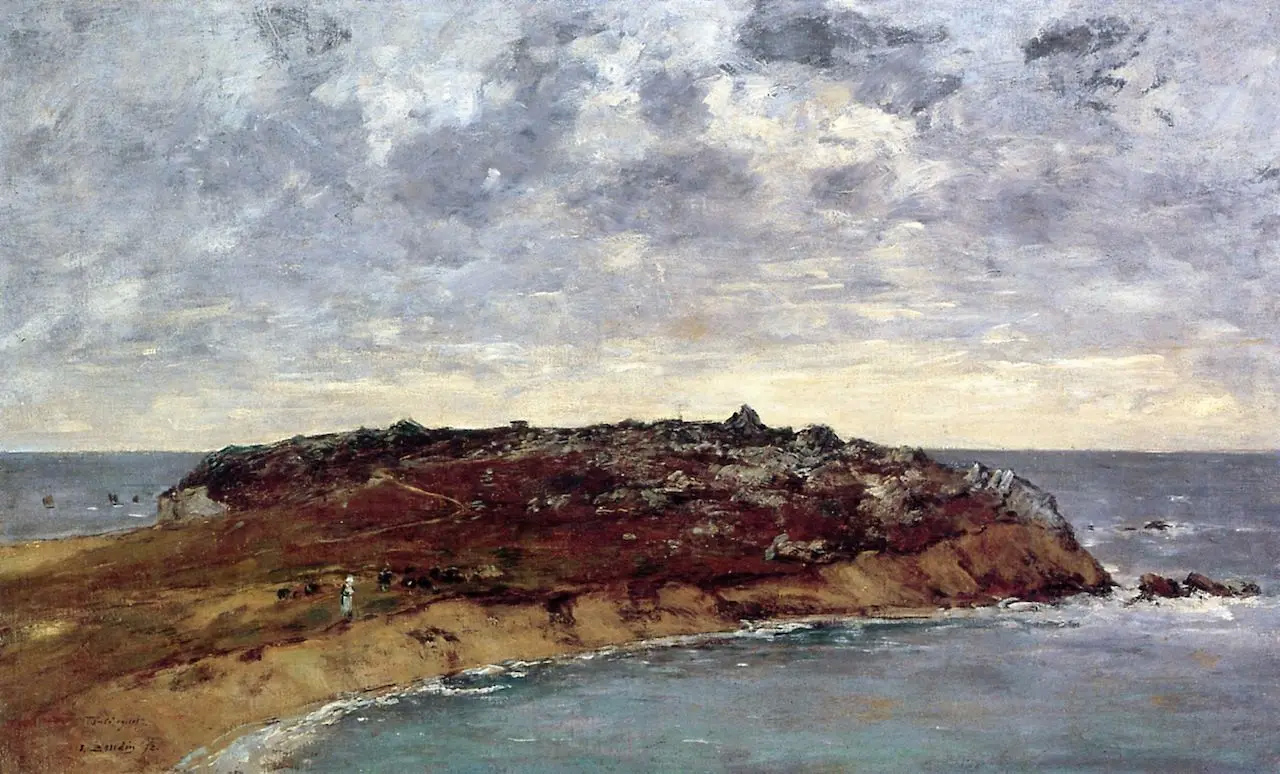
17(?) : Le Toulinguet, côte de Camaret (1872, collection privée)
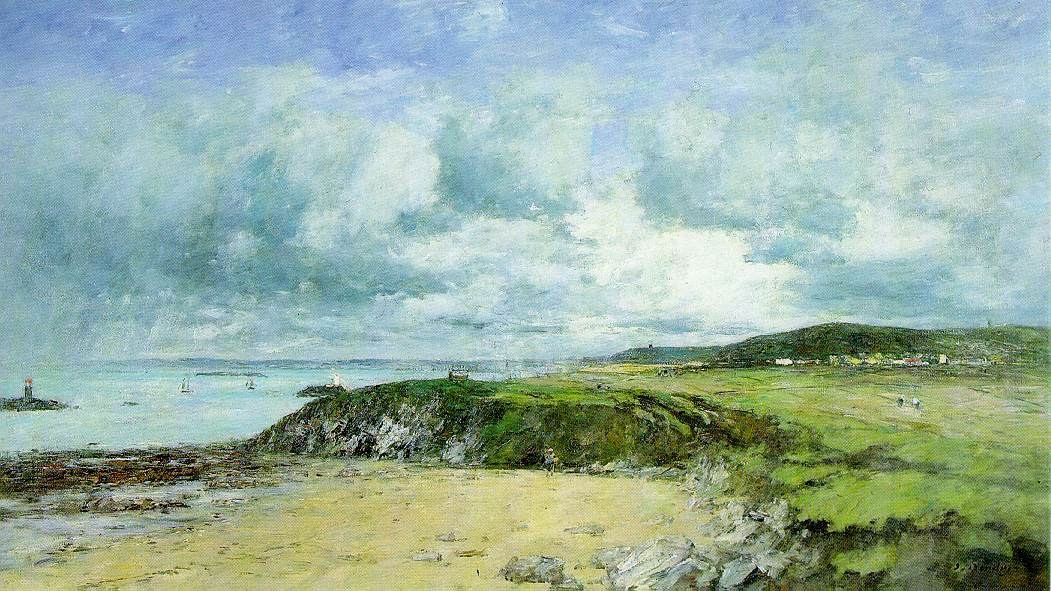
18 ou 19(?) : Rivage de Portieux (1874, collection privée)
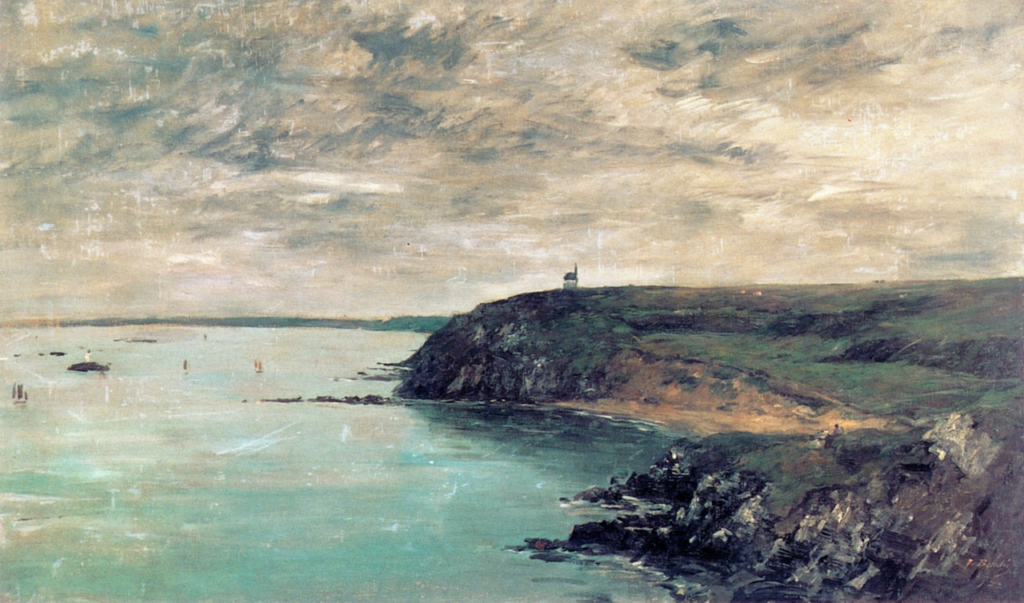
18 ou 19(?) : Rivage de Portieux (collection privée)

### Félix Bracquemond
Félix Bracquemond présente 33 œuvres : 1 dessin, 30 eaux-fortes et 2 pointes sèches,, ,. Les gravures sont regroupées dans des cadres et n'occupent que 5 entrées distinctes dans le catalogue ; sauf indication contraire, elles font toutes partie des collections de la Bibliothèque nationale de France. Le catalogue mentionne qu'il est domicilié au 11 villa Brancas à Sèvres.
- 23 : Portrait (dessin)
- 24 : Quatre cadres d'eaux-fortes comprenant :
  - Portrait de M. Robert[15] (Louis-Rémy Robert, peintre et administrateur de la manufacture nationale de Sèvres où Bracquemont a travaillé en 1870)
  - Portrait de M. Meyer-Heine (Jacob Meyer-Heine, émailleur)
  - Portrait de M. Hoschedé (Ernest Hoschedé, négociant et collectionneur d'art)
  - Portrait de M. Edwards (Edwin Edwards, graveur)
  - Portrait de M. Aug. Comte (Auguste Comte, philosophe)
  - Portrait de M. Ch. Keene (Charles Keene (en), illustrateur)
  - Portrait de M. A. Legros (Alphonse Legros, peintre ; collection du musée des Beaux-Arts de San Francisco[16])
  - Portrait de M. Meryon (Charles Meryon, graveur)
  - Portrait de M. Th. Gautier (Théophile Gautier, écrivain)
  - Portrait de M. Th. Gautier (Le Tombeau) (portrait de Théophile Gautier pour le recueil collectif Le Tombeau de Théophile Gautier)
  - Portrait de M. Baudelaire (Charles Baudelaire, poète)
  - Portrait de Mme Granger (Marie-Jeanne-Catherine Granger, épouse du peintre Jean-Pierre Granger ; d'après Ingres ; collection du musée des Beaux-Arts de San Francisco[17])
- 25 : Cadre d'eaux-fortes :
  - La Locomotive (d'après Pluie, Vapeur et Vitesse de Turner ; planche non terminée)
  - Le Lièvre (d'après Albert de Balleroy ; collection du musée des Beaux-Arts de San Francisco[18])
  - Le Divan (d'après Jeune femme couchée en costume espagnol d'Édouard Manet)
  - Le Tournoi (d'après Tournoi médiéval près des fossés d'un château de Pierre Paul Rubens)
  - La Source (d'après La Source de Jean-Auguste-Dominique Ingres ; étude de gravure)
  - La Servante (d'après Henri Leys)
- 26 : Cadre d'eaux-fortes :
  - Les Saules
  - Les Arbres de la manufacture à Sèvres
  - Les Charmes
  - Les Bouleaux
  - La Montée de Bellevue
  - Le Mur (pointe sèche)
  - Les Bachots (pointe sèche)
- 27 : Cadre d'eaux-fortes :
  - Le Chemin du Parc
  - Frontispice pour Les Fleurs du Mal
  - Margot la critique (collection du musée des Beaux-Arts de San Francisco[19])
  - Bois de Boulogne
  - La Mort de Matamore (Capitaine Fracasse)
- 28 : Cadre d'eaux-fortes : Portrait d'Érasme (d'après Hans Holbein le Jeune ; premier état et état définitif)

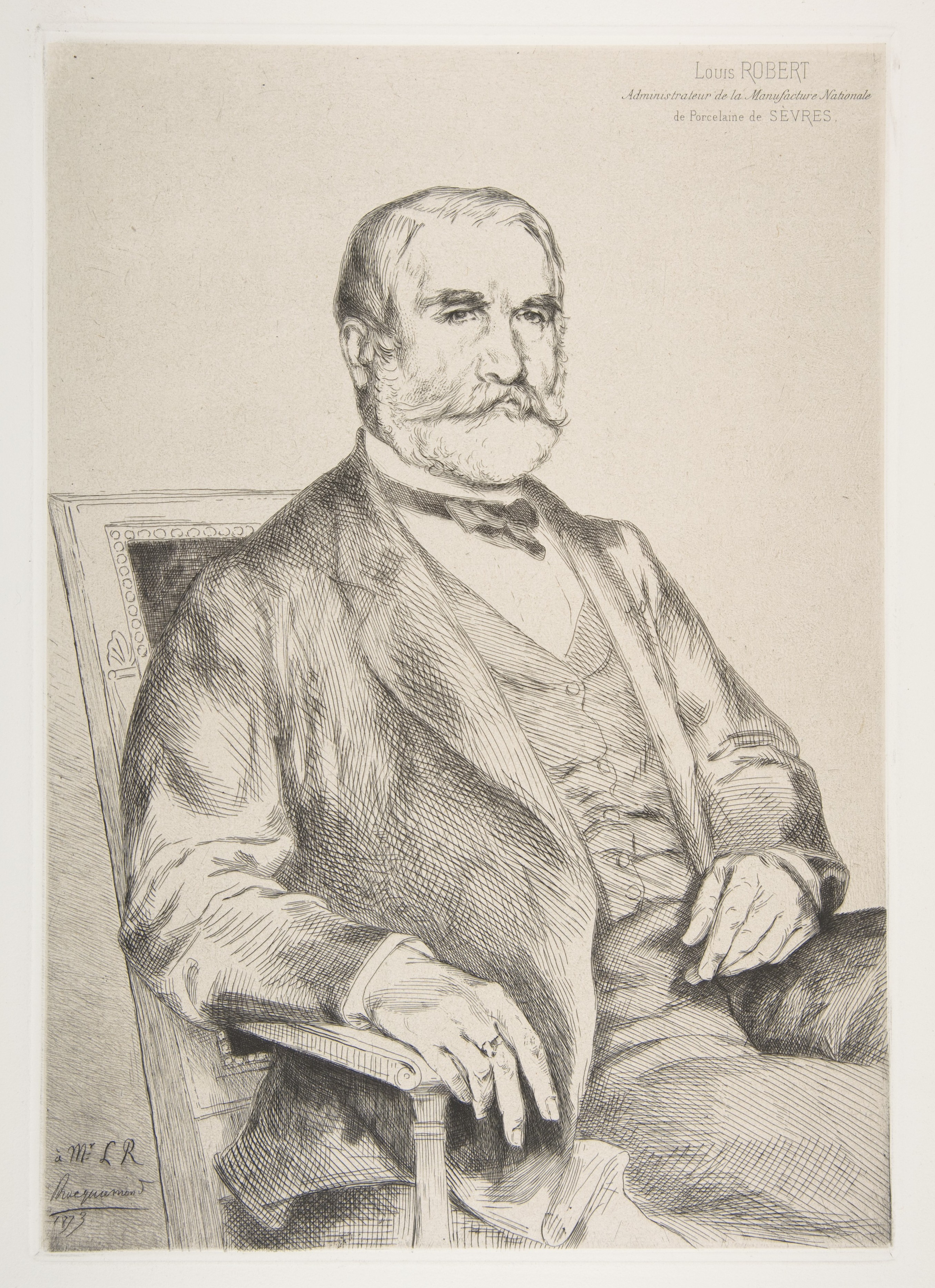
24 : Portrait de M. Robert
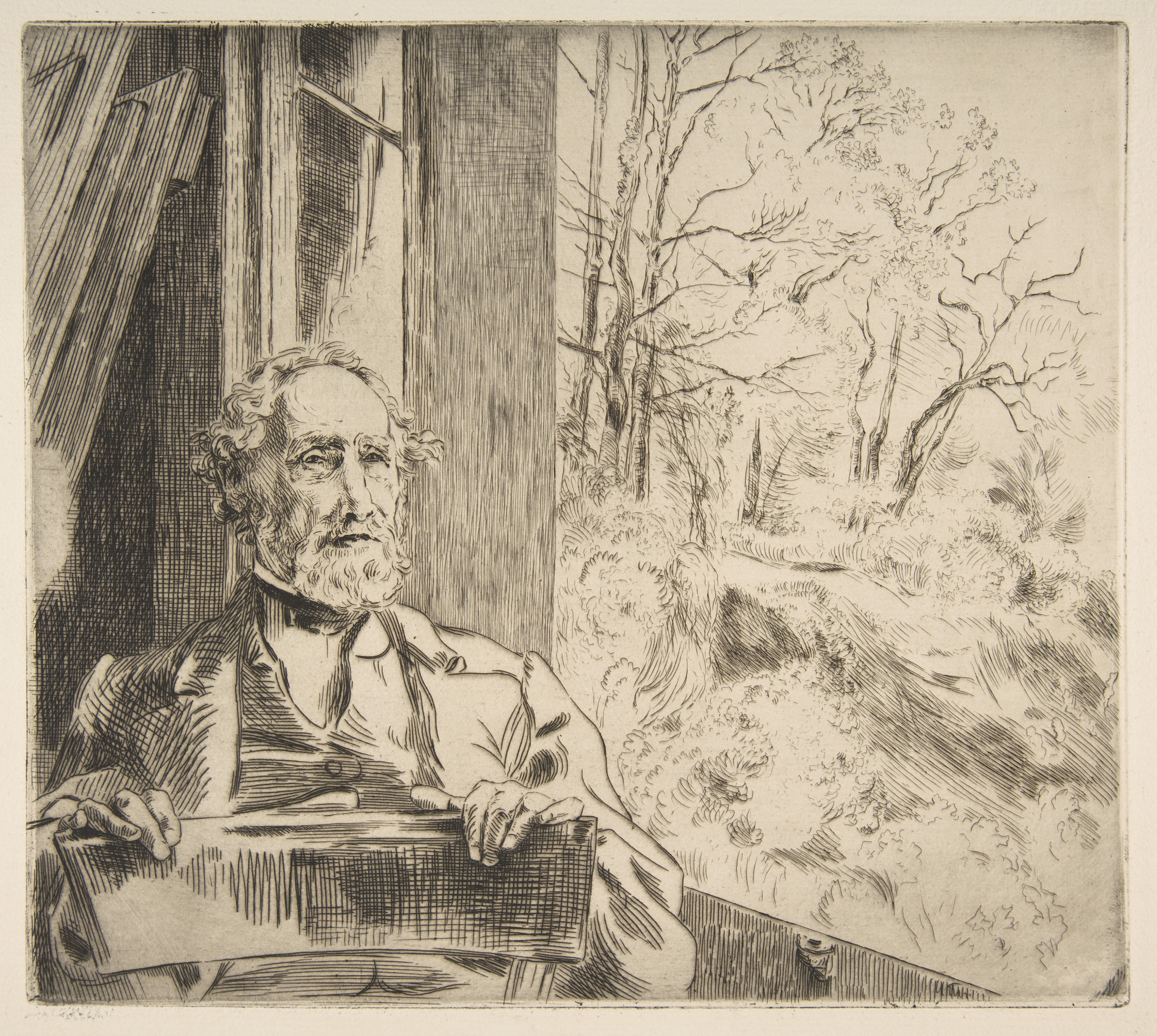
24 : Portrait de M. Meyer-Heine
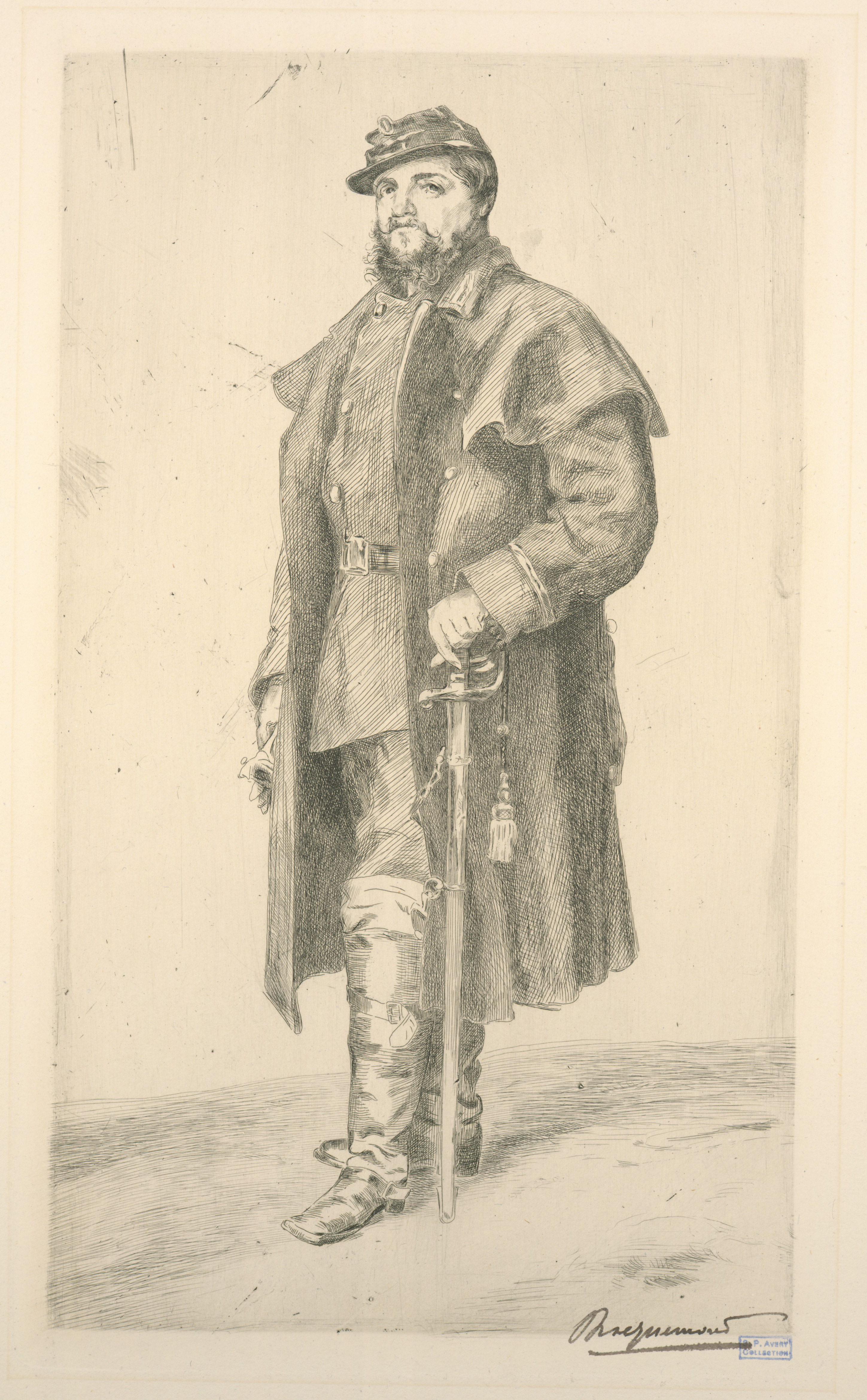
24 : Portrait de M. Hoschedé
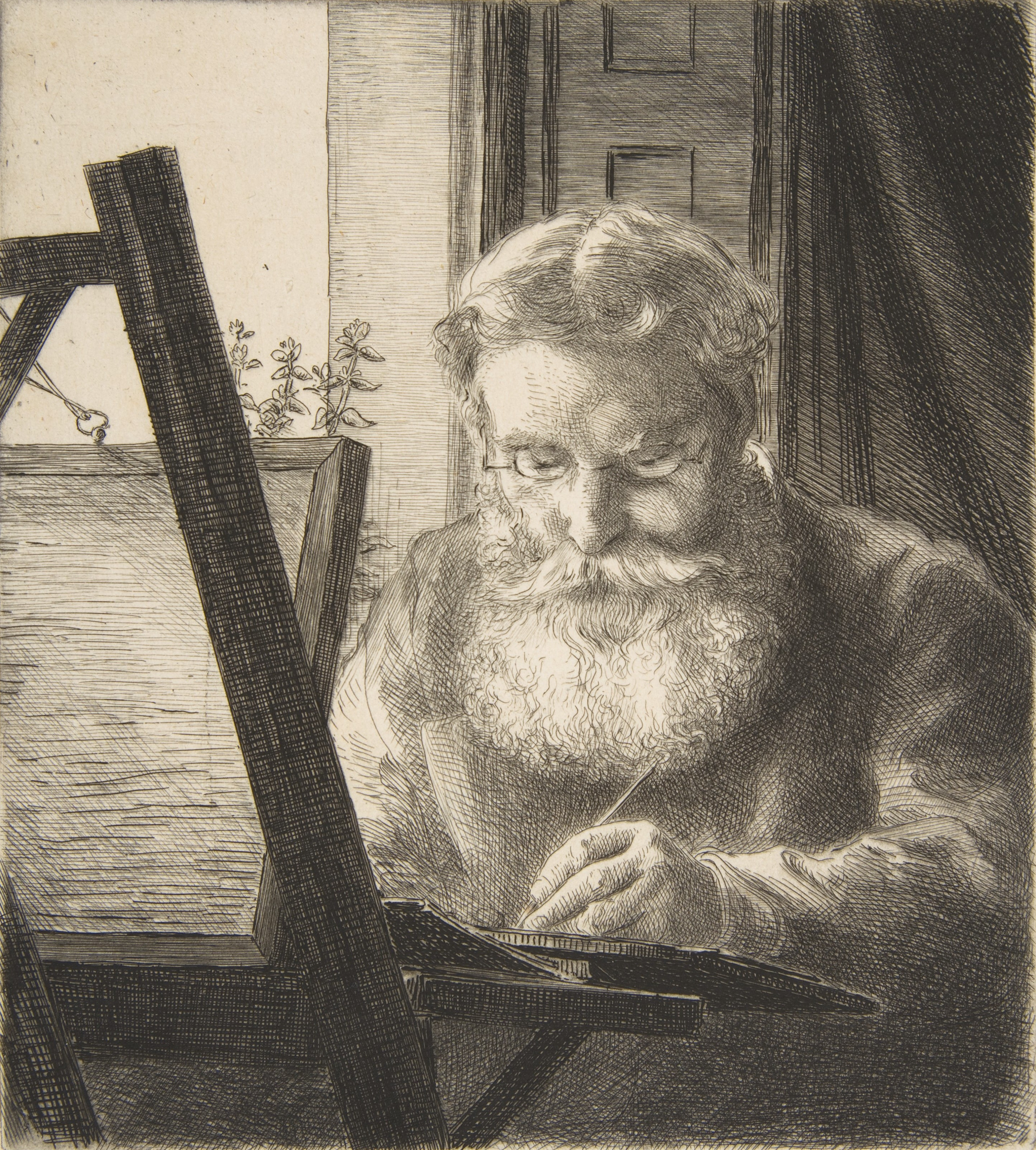
24 : Portrait de M. Edwards
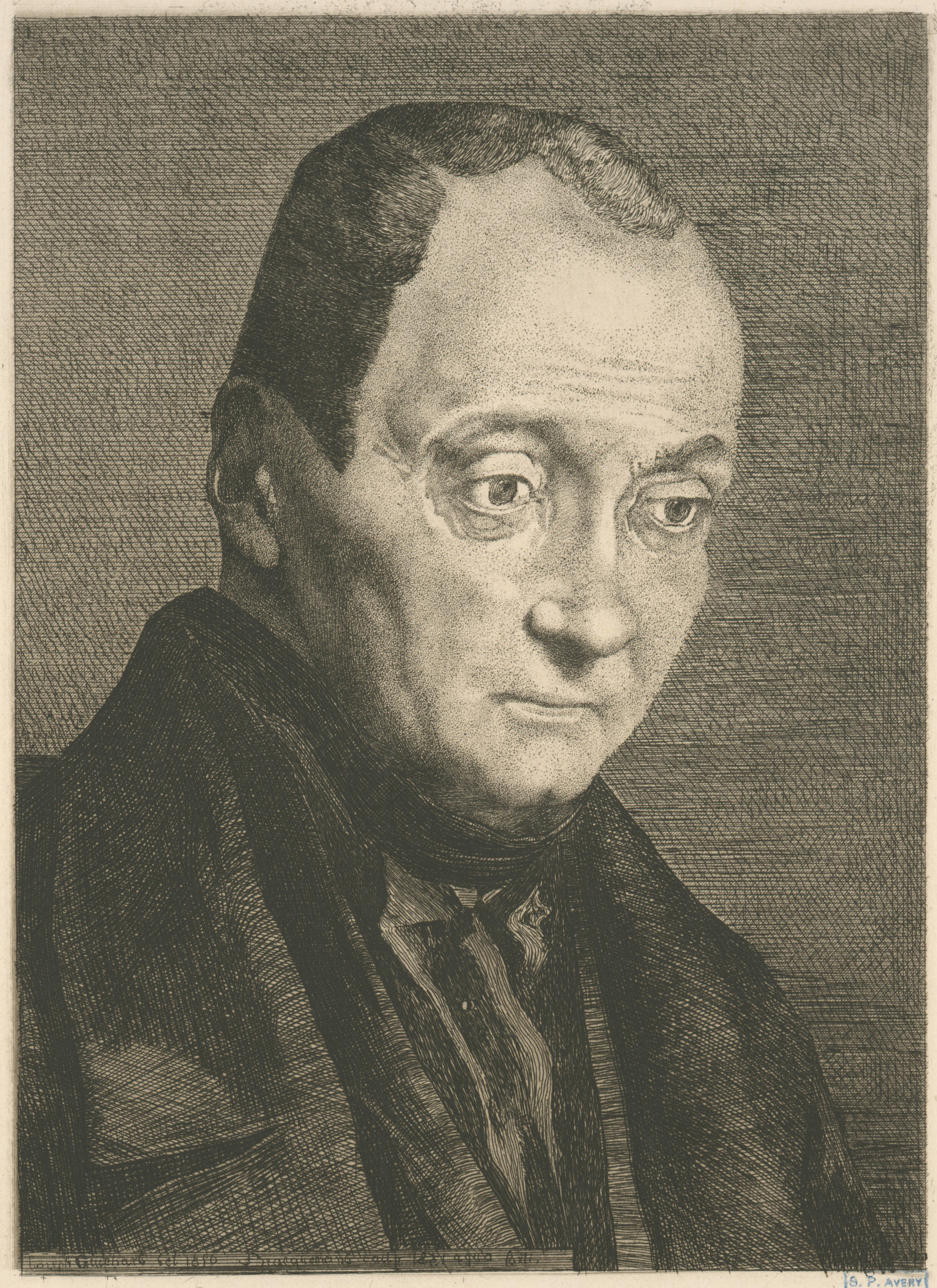
24 : Portrait de M. Aug. Comte
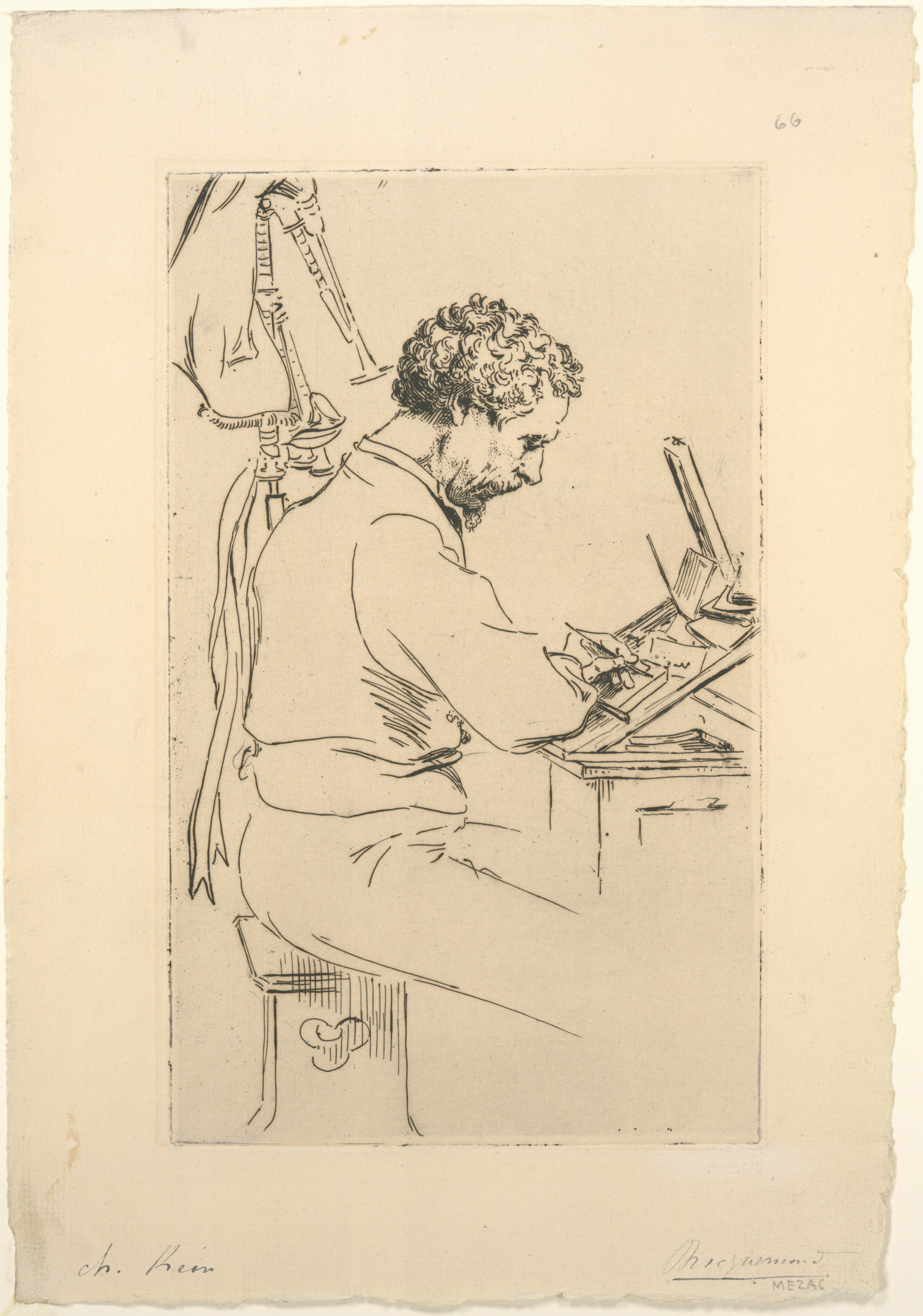
24 : Portrait de M. Ch. Keene
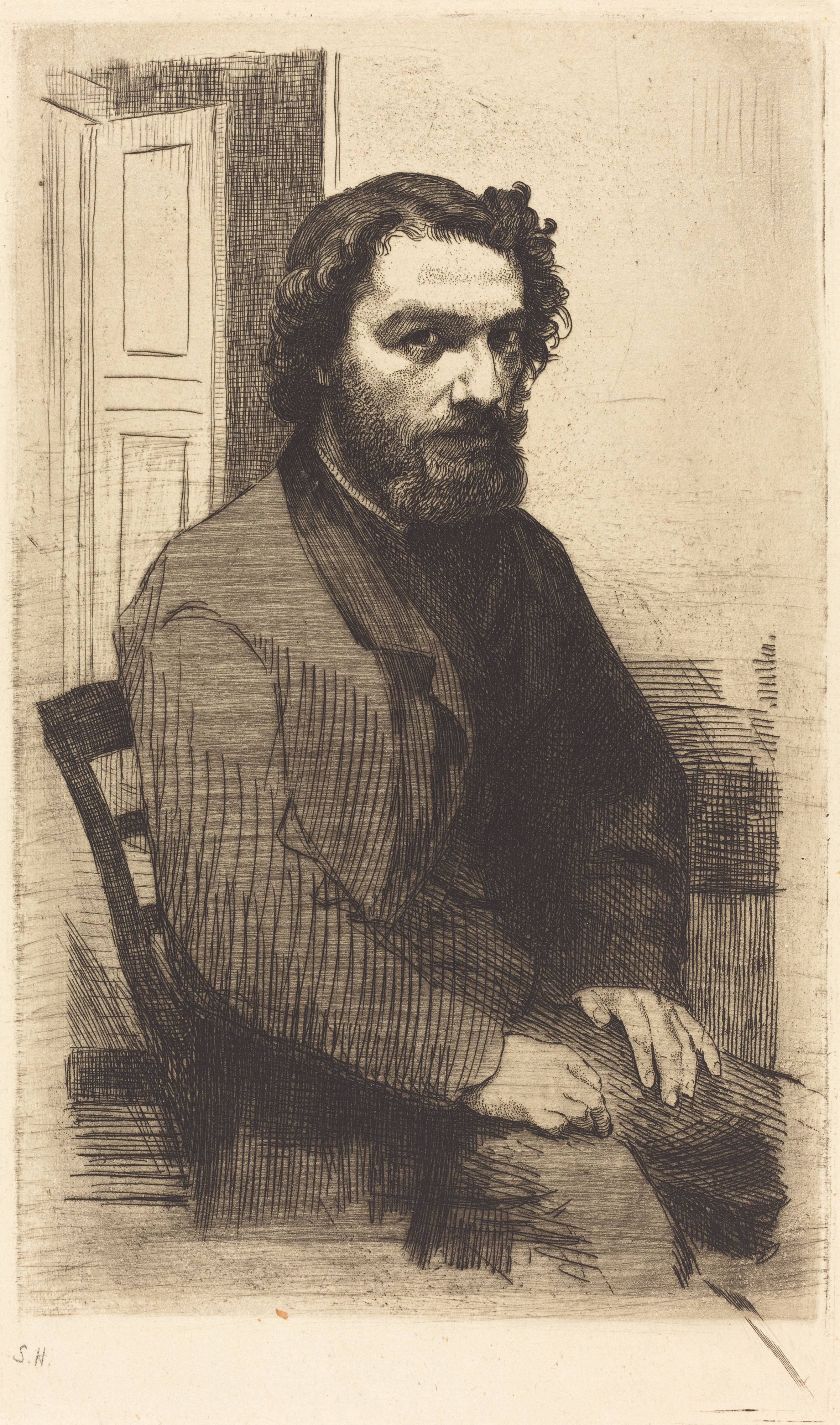
24 : Portrait de M. A. Legros
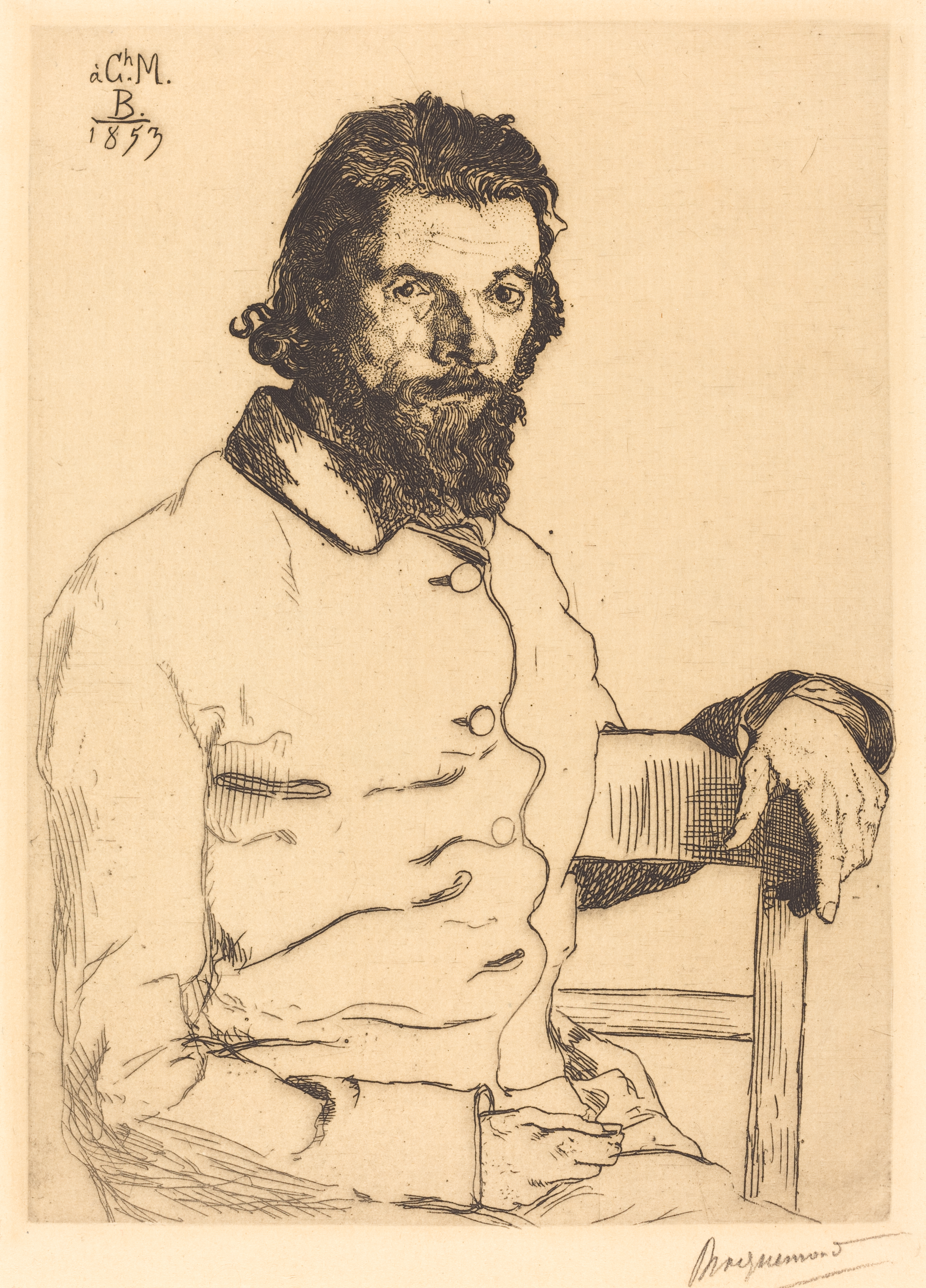
24 : Portrait de M. Meryon
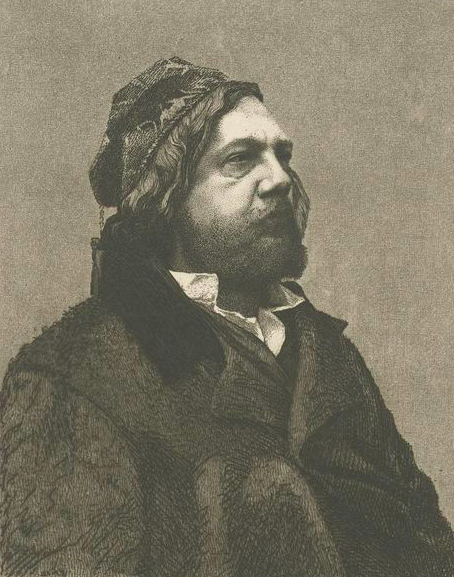
24 : Portrait de M. Th. Gautier
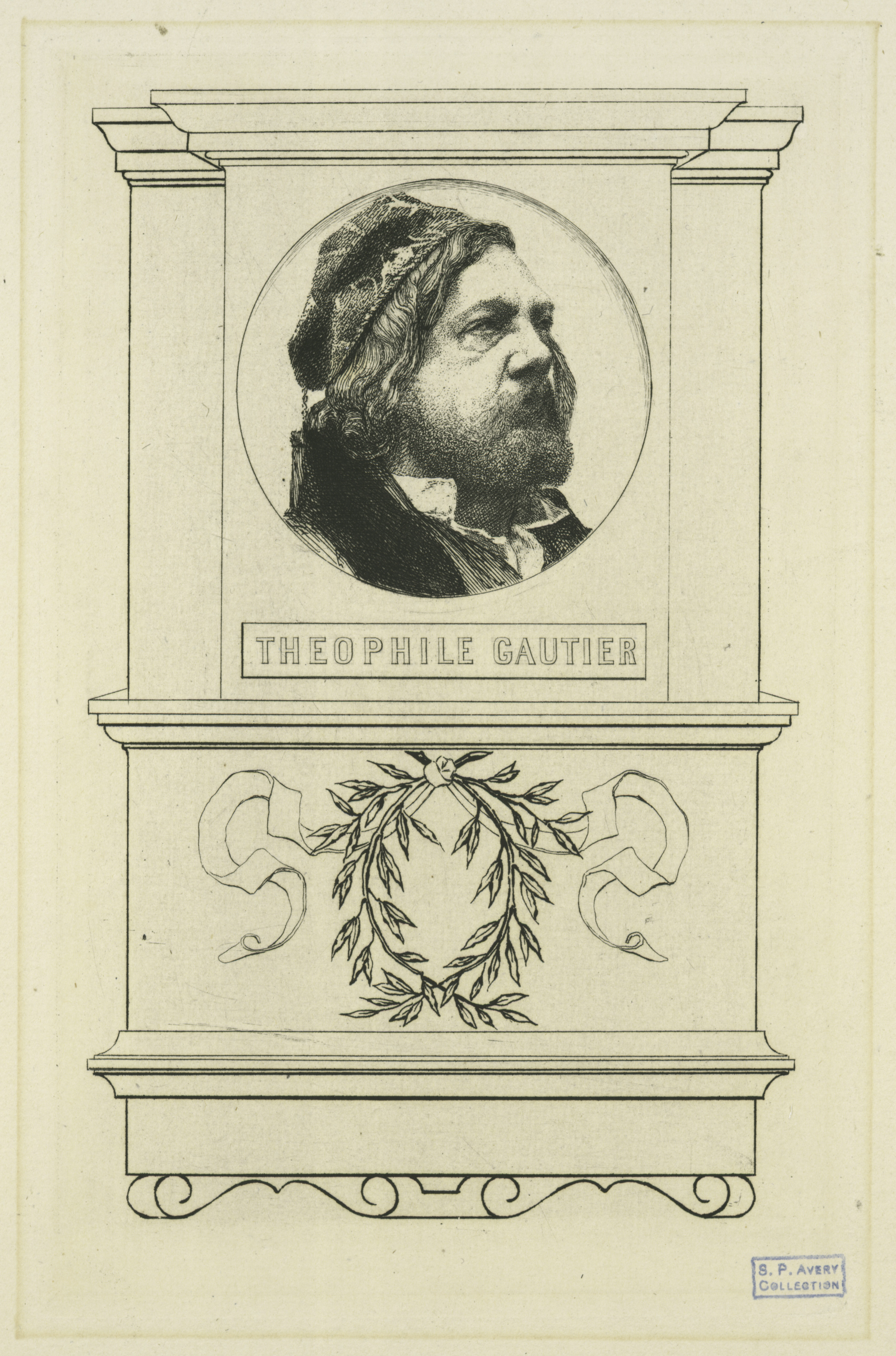
24 : Portrait de M. Th. Gautier (Le Tombeau)
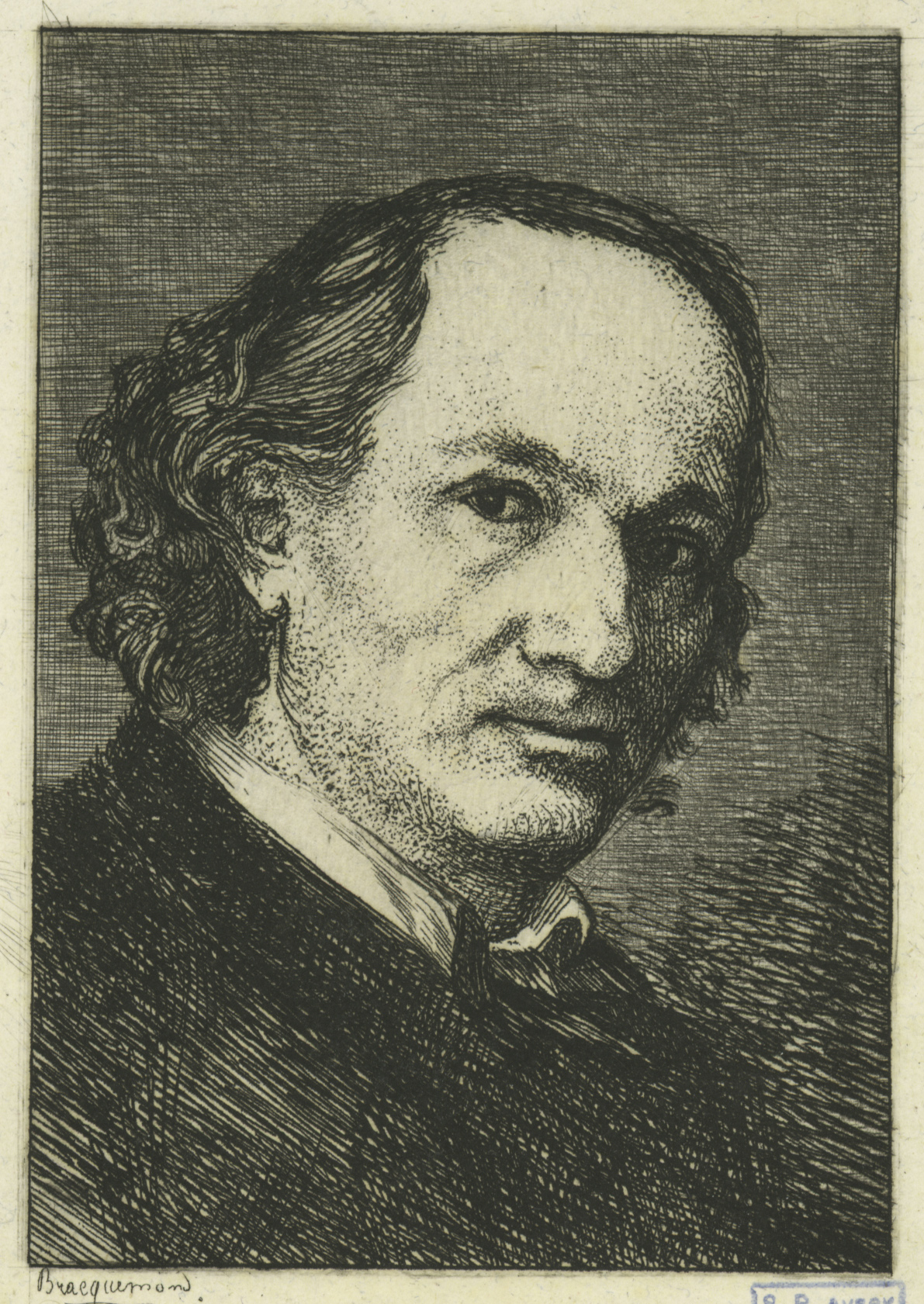
24 : Portrait de M. Baudelaire
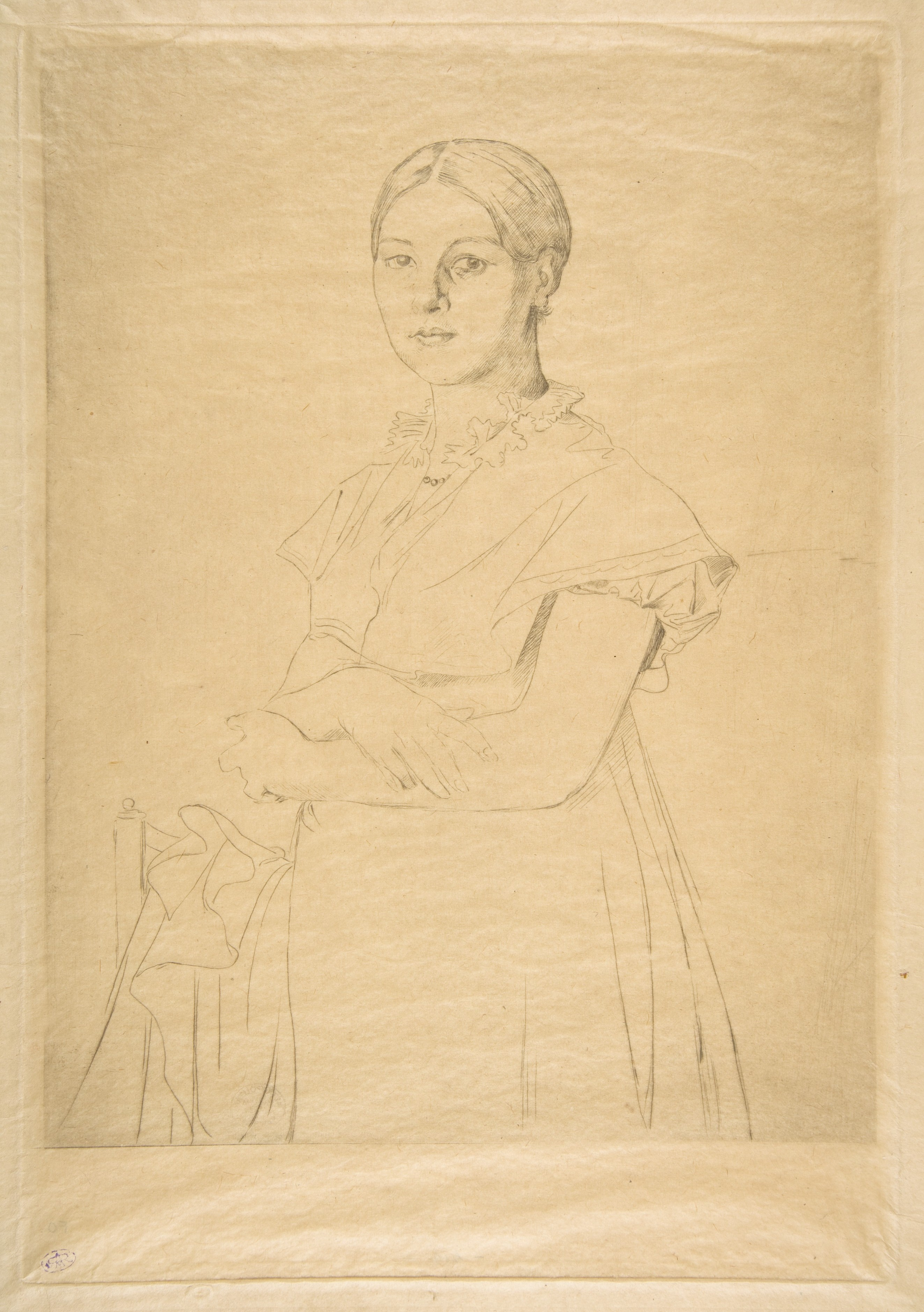
24 : Portrait de Mme Granger
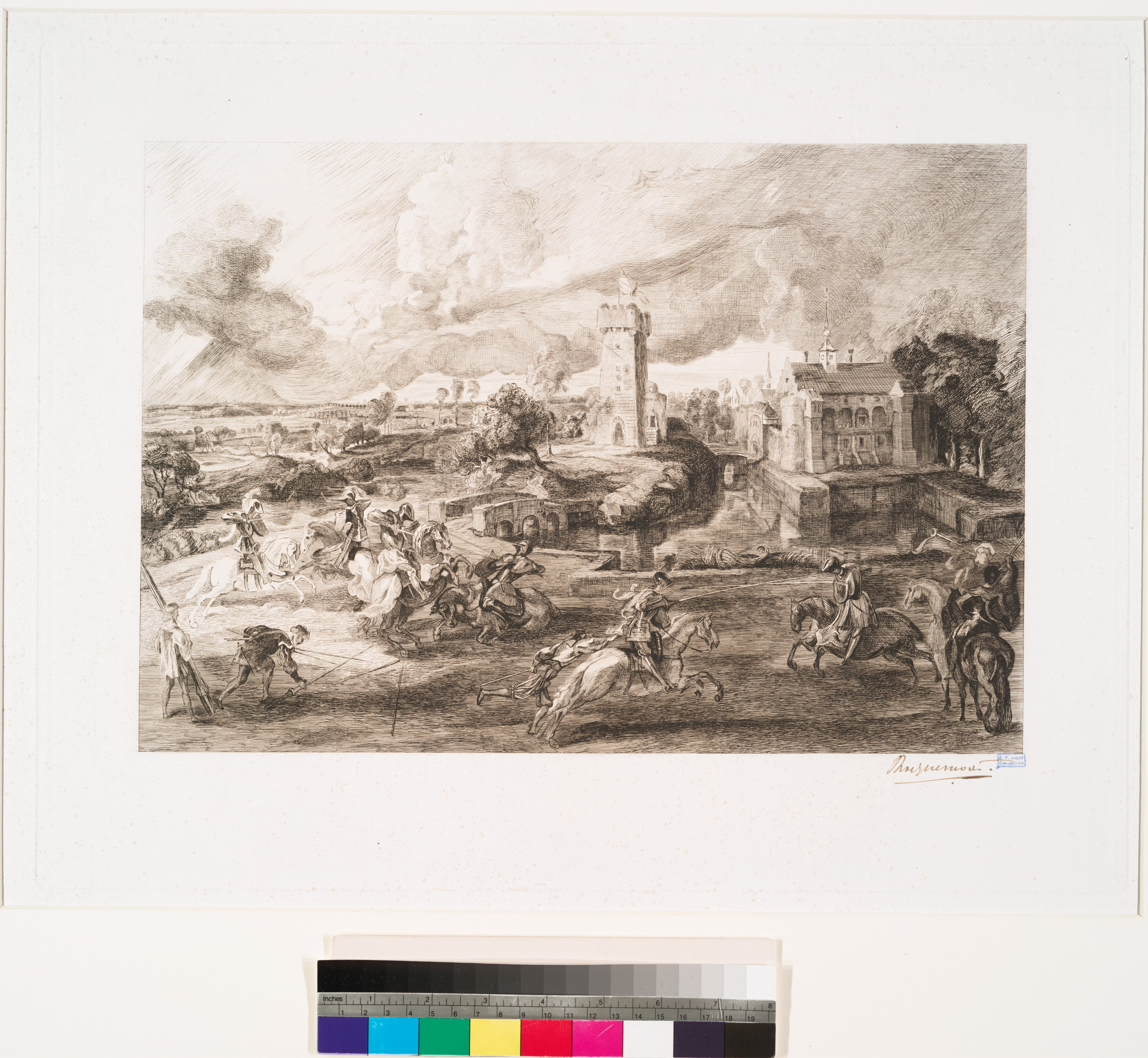
25 : Le Tournoi
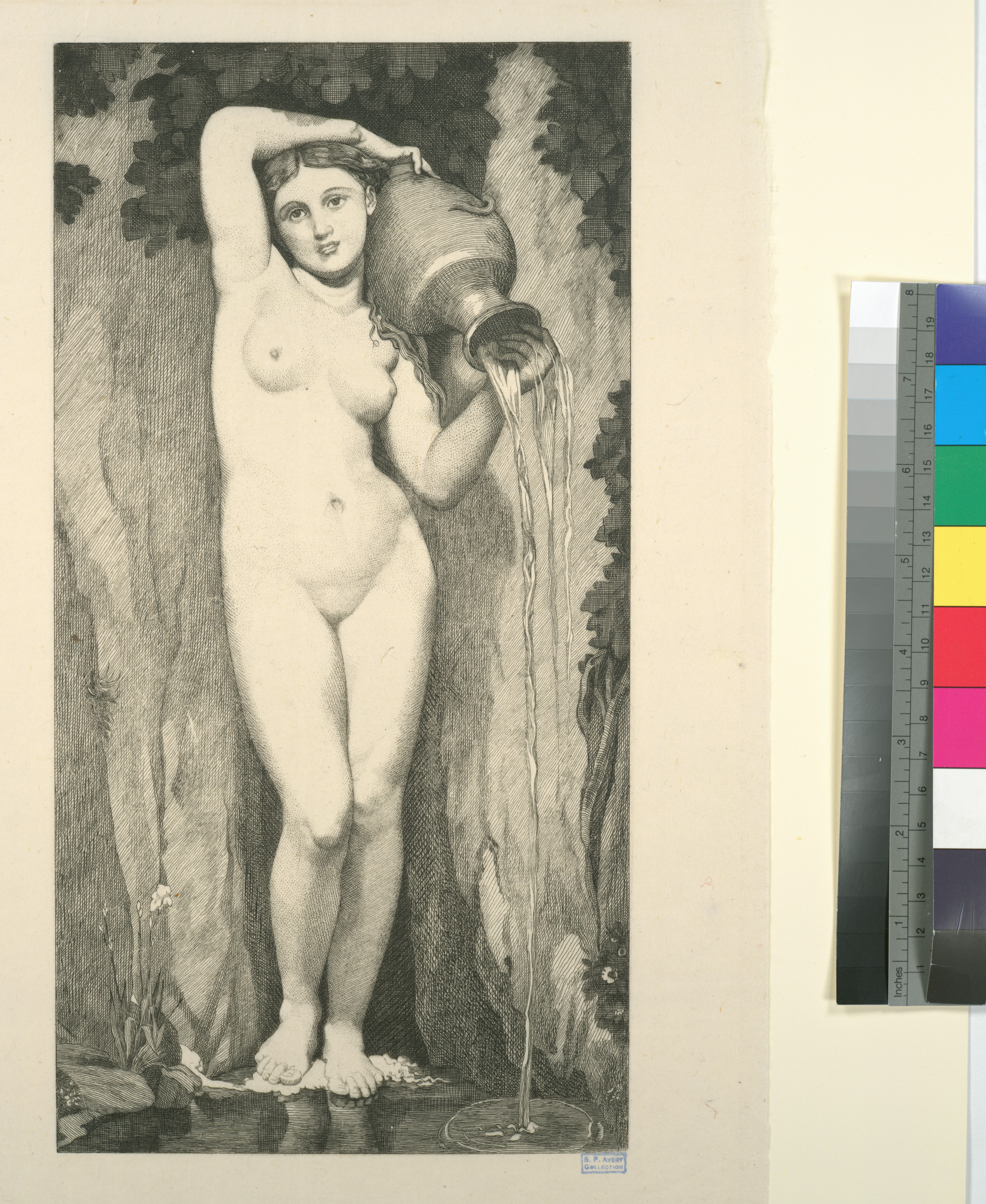
25 : La Source
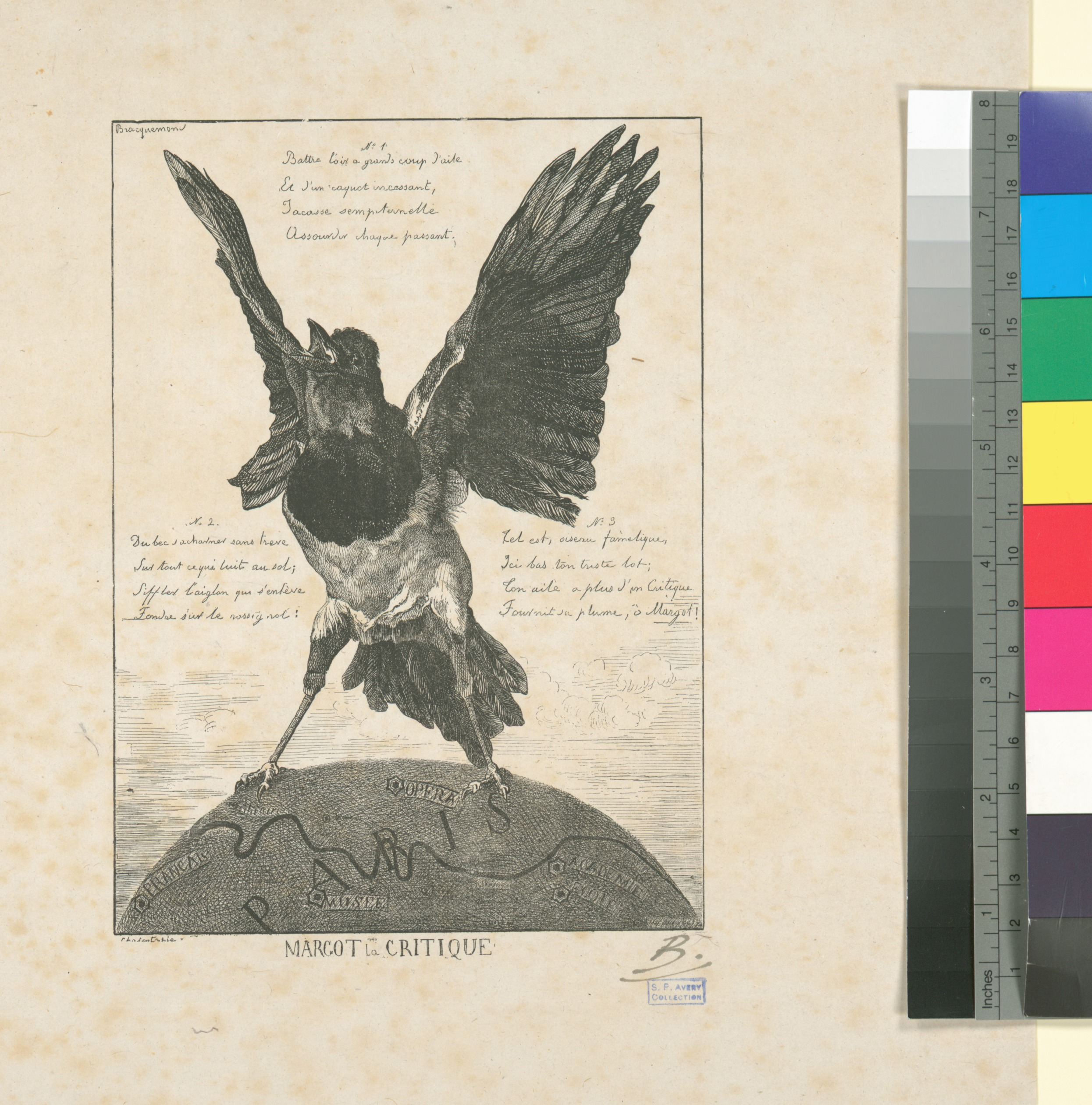
27 : Margot la critique
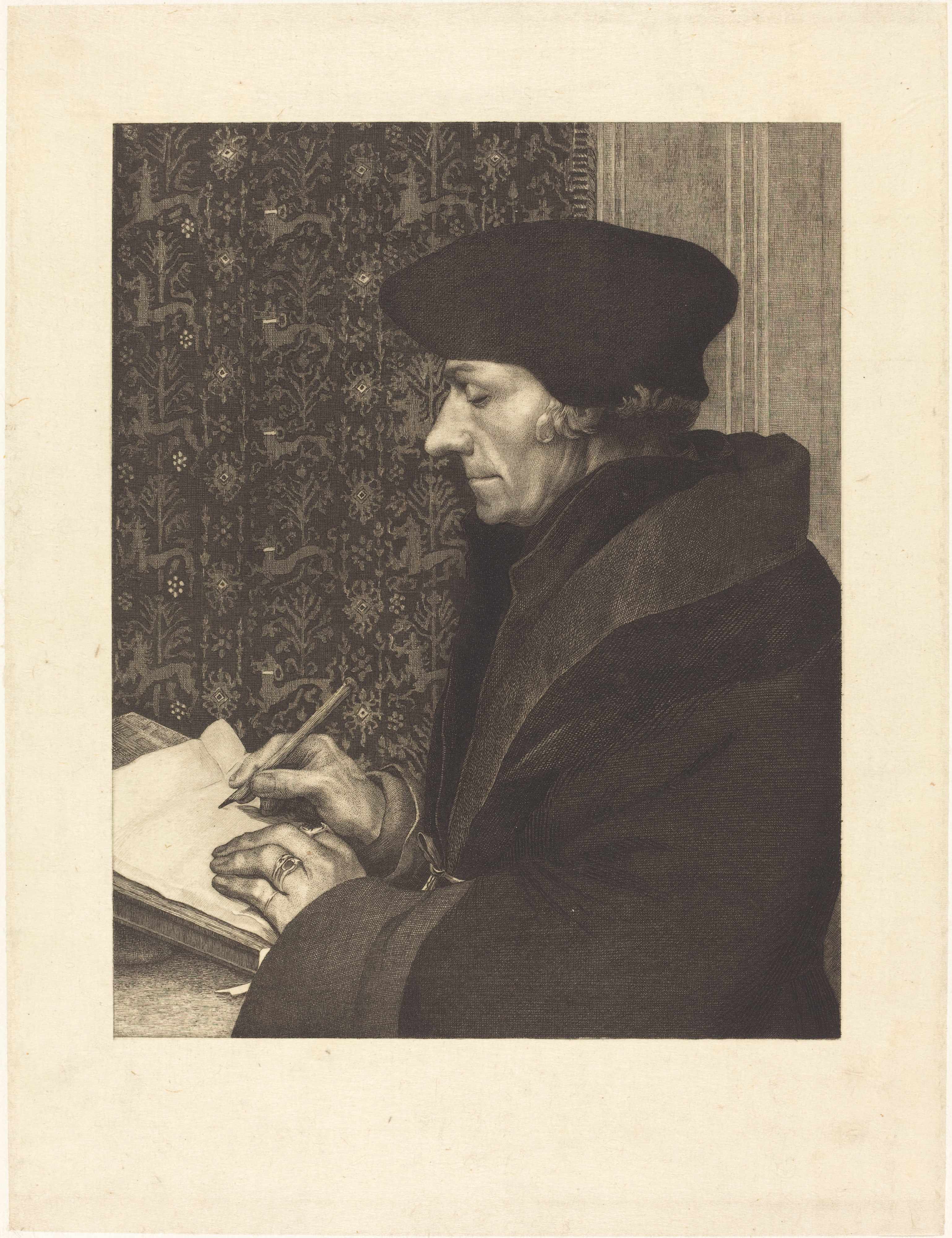
28 : Portrait d'Érasme

### Édouard Brandon
Édouard Brandon présente 5 œuvres : 2 tableaux, 1 fusain, 1 dessin et un ensemble d'aquarelles, ,. Il est domicilié au 77 rue d'Amsterdam à  Paris.
- 29 : Première Lecture de la Loi (collection du Philadelphia Museum of Art sous le titre Scène de synagogue[23])
- 30 : Portrait de M. A. Z. (dessin)
- 31 : Aquarelles
- 32 : Exposition du corps de Sainte-Brigitte à Rome, en 1392 (carton, fusain)
- 32 bis : Le Maître d'école (collection de la Bibliothèque nationale de France)

### Pierre-Isidore Bureau
Pierre-Isidore Bureau présente 4 tableaux,,. Il est domicilié au 59 rue de Turenne à  Paris.
- 33 : Le Clocher de Jouy-le-Comte
- 34 : Près de l'étang de Jouy-Le-Comte
- 35 : Bords de l'Oise (Isle-Adam), Clair-de-Lune (peut-être dans la collection du musée d'Orsay sous le titre[26])
- 35 bis : Clair-de-Lune

### Adolphe-Félix Cals
Adolphe-Félix Cals présente 6 tableaux, ,. Il est représenté chez M. Martin, marchand de tableaux, au 52 rue Laffitte à Paris.
- 36 : Portrait de Mme Ed. G
- 37 : Le Bon Père Pêcheur à Honfleur (noté appartenant à M. M... ; collection privée)
- 38 : Vieux Pêcheur (noté appartenant à M. R... ; collection privée)
- 39 : Paysage (noté appartenant à M. H...)
- 40 : Bonne Femme tricotant
- 41 : Fileuse

### Paul Cézanne
Paul Cézanne présente 3 tableaux ,. Il est domicilié au 120 rue de Vaugirard à Paris.
- 42 : La Maison du pendu, à Auvers-sur-Oise (collection du musée d'Orsay[30])
- 43 : Une moderne Olympia (esquisse ; collection du musée d'Orsay[31])
- 44 : Étude : Paysage à Auvers (collection de la National Gallery of Art sous le titre La Maison du père Lacroix[32])

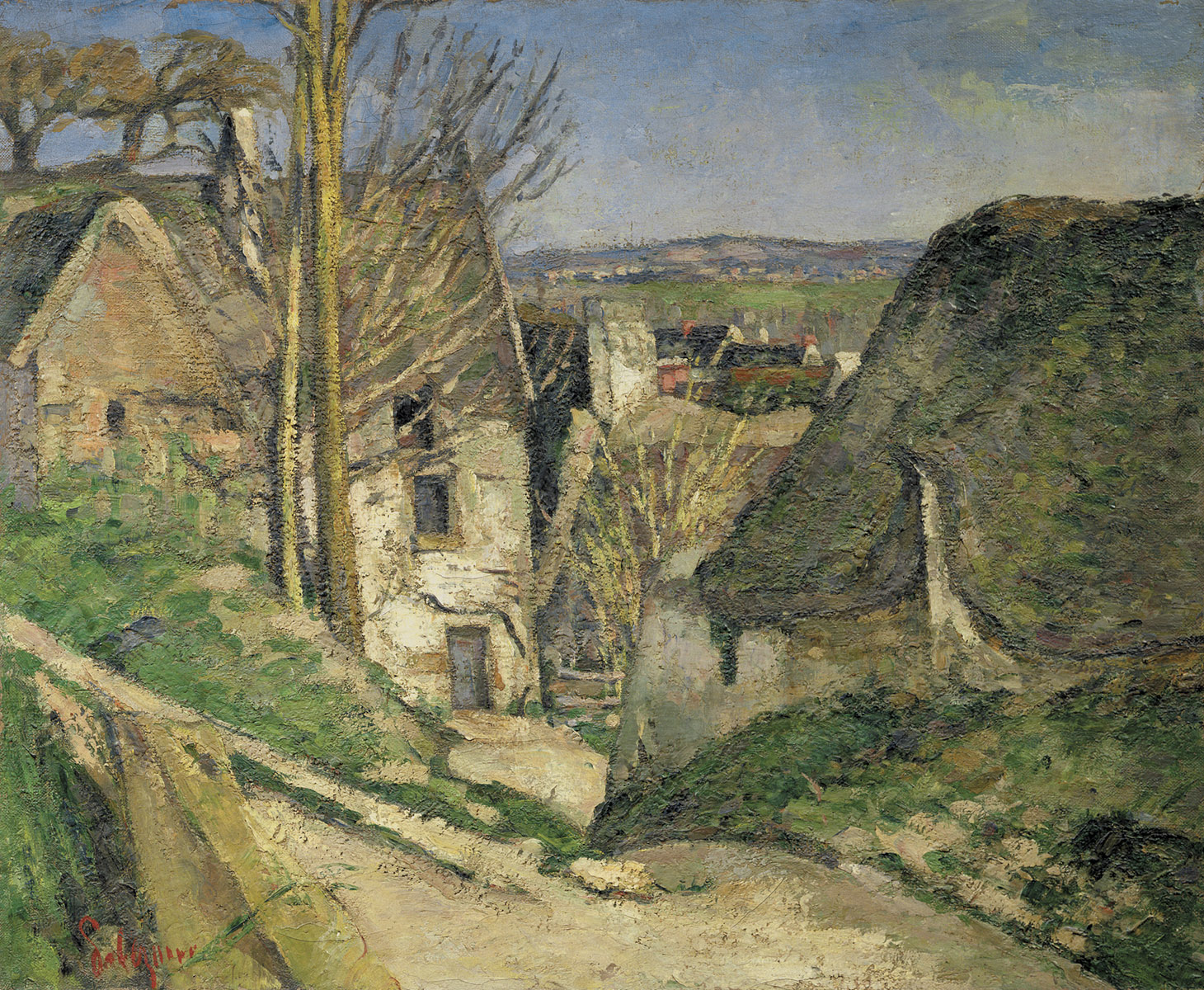
42 : La Maison du pendu, à Auvers-sur-Oise
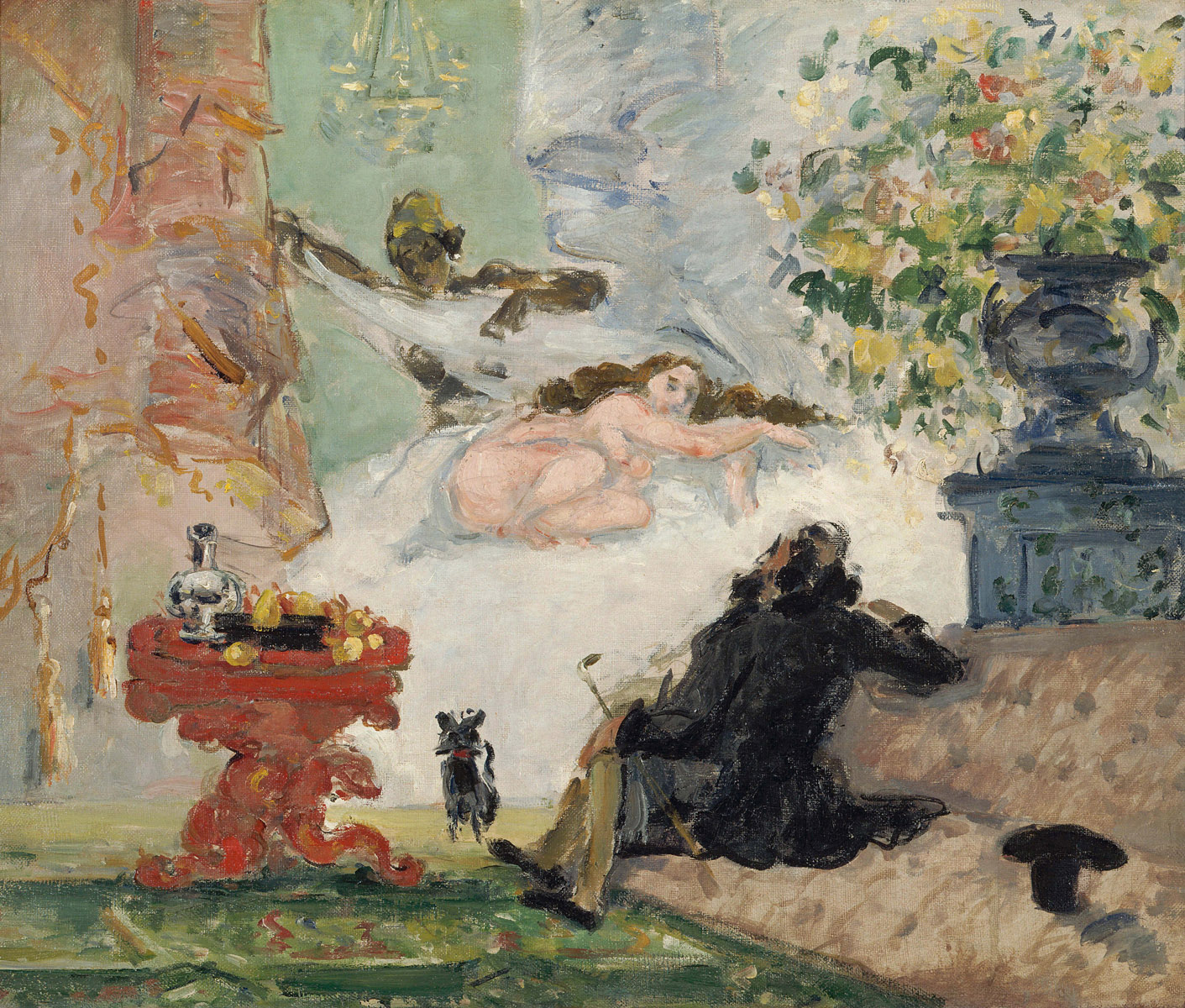
43 : Une moderne Olympia
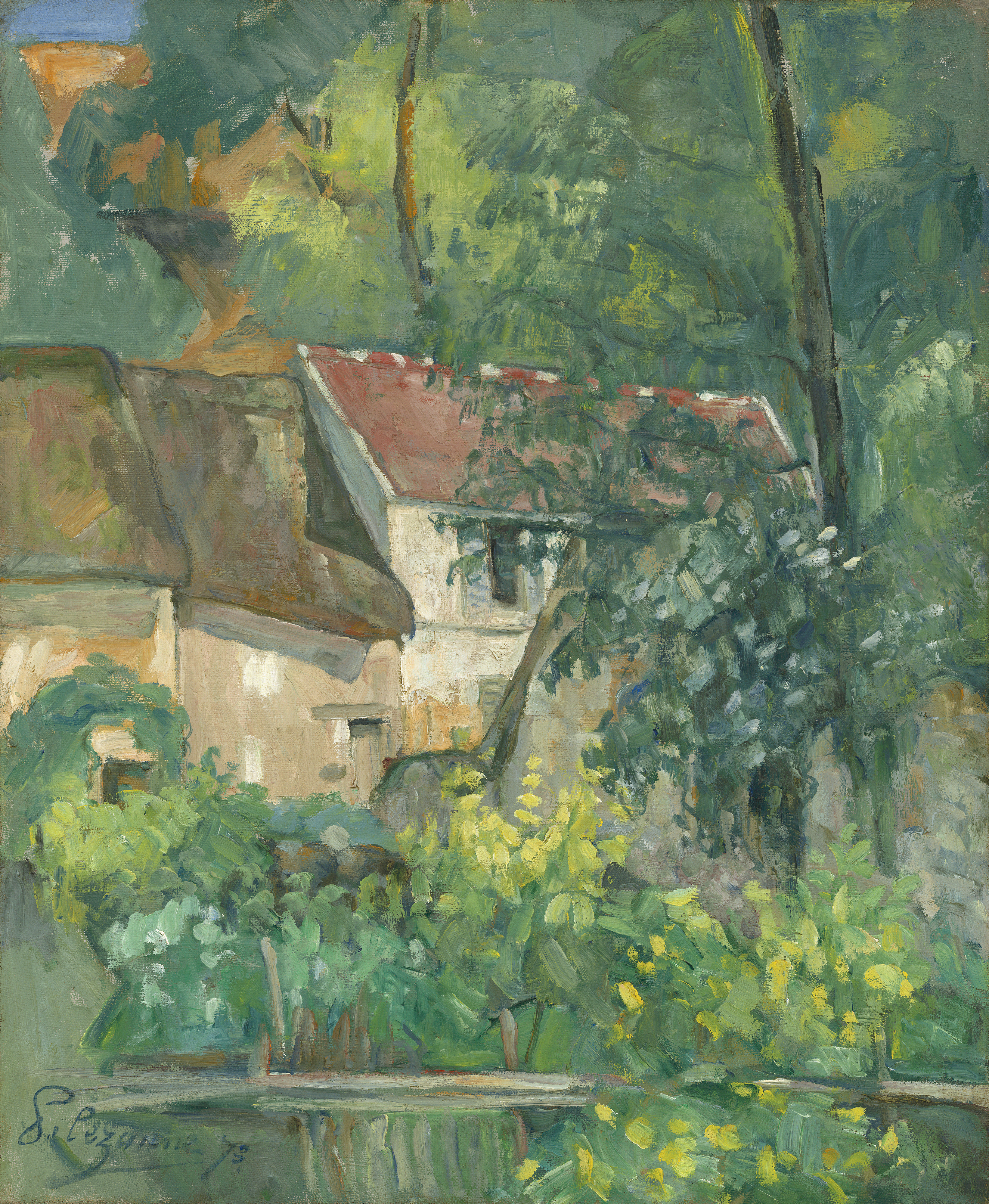
44 : Étude : Paysage à Auvers

### Gustave-Henri Colin
Gustave-Henri Colin présente 5 tableaux, , (sous le nom de Gustave Colin). Il est domicilié au 14 rue Fontaine à Paris.
- 45 : Haurra Mania
- 46 : La Maison du Charpentier
- 47 : L'Étang aux poules d'eau
- 48 : Marchandises de poissons de Fontarabie (Espagne)
- 49 : Entrée du Port de Pasages (Espagne) (peut-être dans la collection du palais des Beaux-Arts de Lille sous le titre Le Castillo et le Goulet de Pasages, marée haute[35] ou celle du musée des Beaux-Arts de Pau sous le titre Le Castillo à l'entrée du port de Pasajes[36])

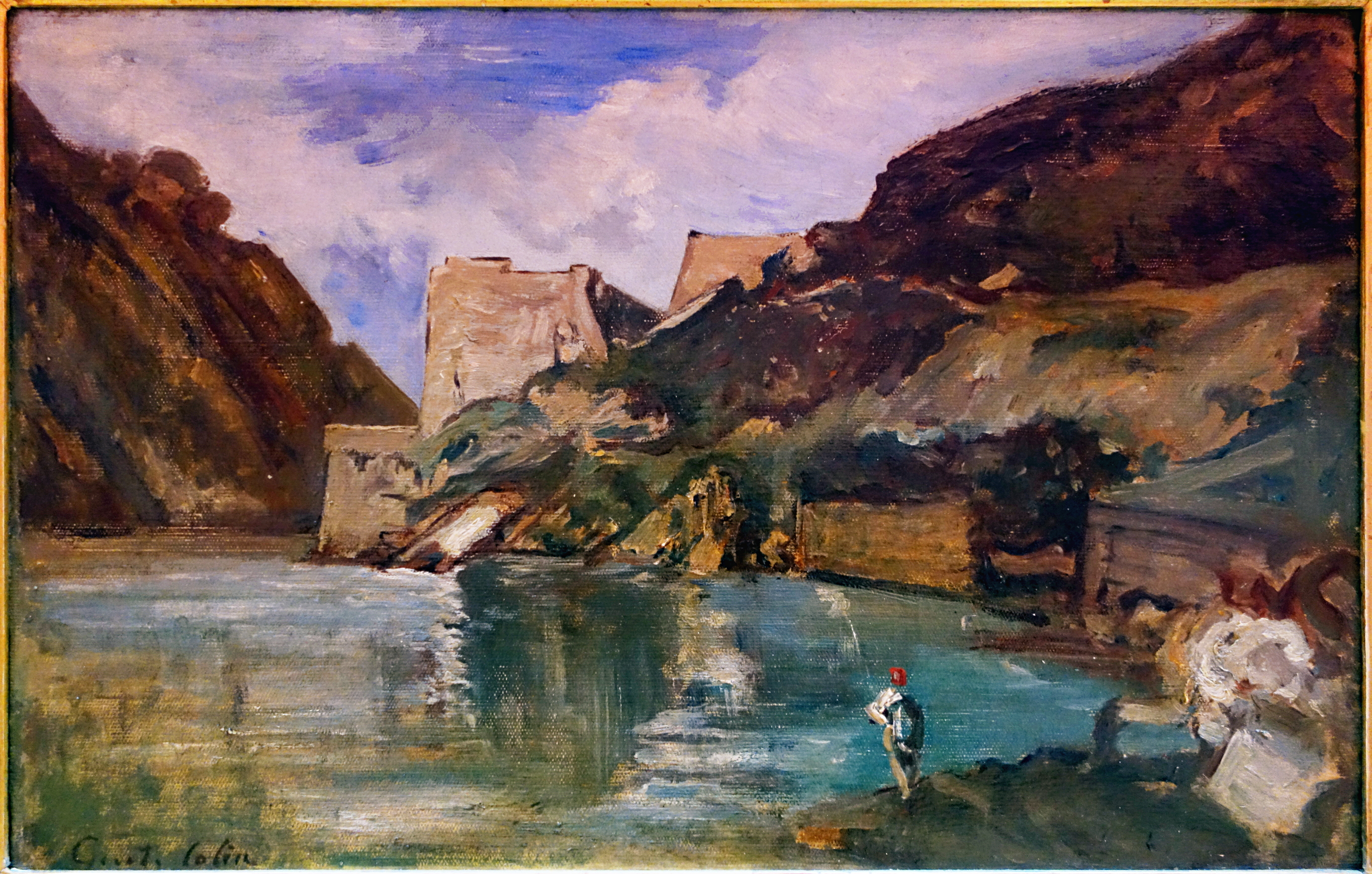
Le Castillo et le Goulet de Pasages, marée haute (Lille) ; peut-être 49 : Entrée du Port de Pasages (Espagne)

### Louis Debras
Louis Debras présente 4 œuvres : 3 tableaux et 1 dessin, ,. Il est domicilié au 18 rue de Chabrol à Paris.
- 50 : Un Paysan (étude)
- 51 : Une Nature morte
- 52 : San Juan de la Rapita (Espagne) (dessin ; Debras avait exposé le tableau correspondant au Salon de l'année précédente[39])
- 53 : Rembrandt dans son atelier

### Edgar Degas
Edgar Degas présente 10 œuvres : 5 tableaux, 4 dessin et 1 pastel,. Il est domicilié 77 rue Blanche à Paris.
- 54 : Examen de danse au théâtre, classe de danse (indiqué appartenant à M. Faure)
- 55 : Classe de danse (appartenant à M. Brandon ; collection du Metropolitan Museum of Art[41])
- 56 : Intérieur de coulisse (appartenant à M. Rouart ; détruit par Degas lui-même à une date ultérieure[42])
- 57 : Blanchisseuse (appartenant à M. Brandon)
- 58 : Départ de course (esquisse, dessin)
- 59 : Faux Départ (dessin à l'essence)
- 60 : Répétition d'un ballet sur la scène (dessin ; appartenant à M. Mulbacher ; collection du musée d'Orsay[43])
- 61 : Une blanchisseuse (pastel ; appartenant à M. Brandon)
- 62 : Après le bain (étude, dessin ; collection de The Phillips Collection[44])
- 63 : Aux courses en Province (appartenant à M. Faure ; collection du musée des Beaux-Arts de Boston[45])

### Armand Guillaumin
Armand Guillaumin expose 3 tableaux ,(sous le nom de Jean-Baptiste Guillaumin). Il est domicilié au 120 rue de Vaugirard à Paris.
- 64 : Le Soir. Paysage
- 65 : Temps pluvieux. Paysage (peut-être dans la collection du musée des Beaux-Arts de Houston sous le titre Vue de la Seine, Paris[47])
- 66 : Soleil couchant à Ivry (appartenant à Paul Gachet ; collection du musée d'Orsay[48])

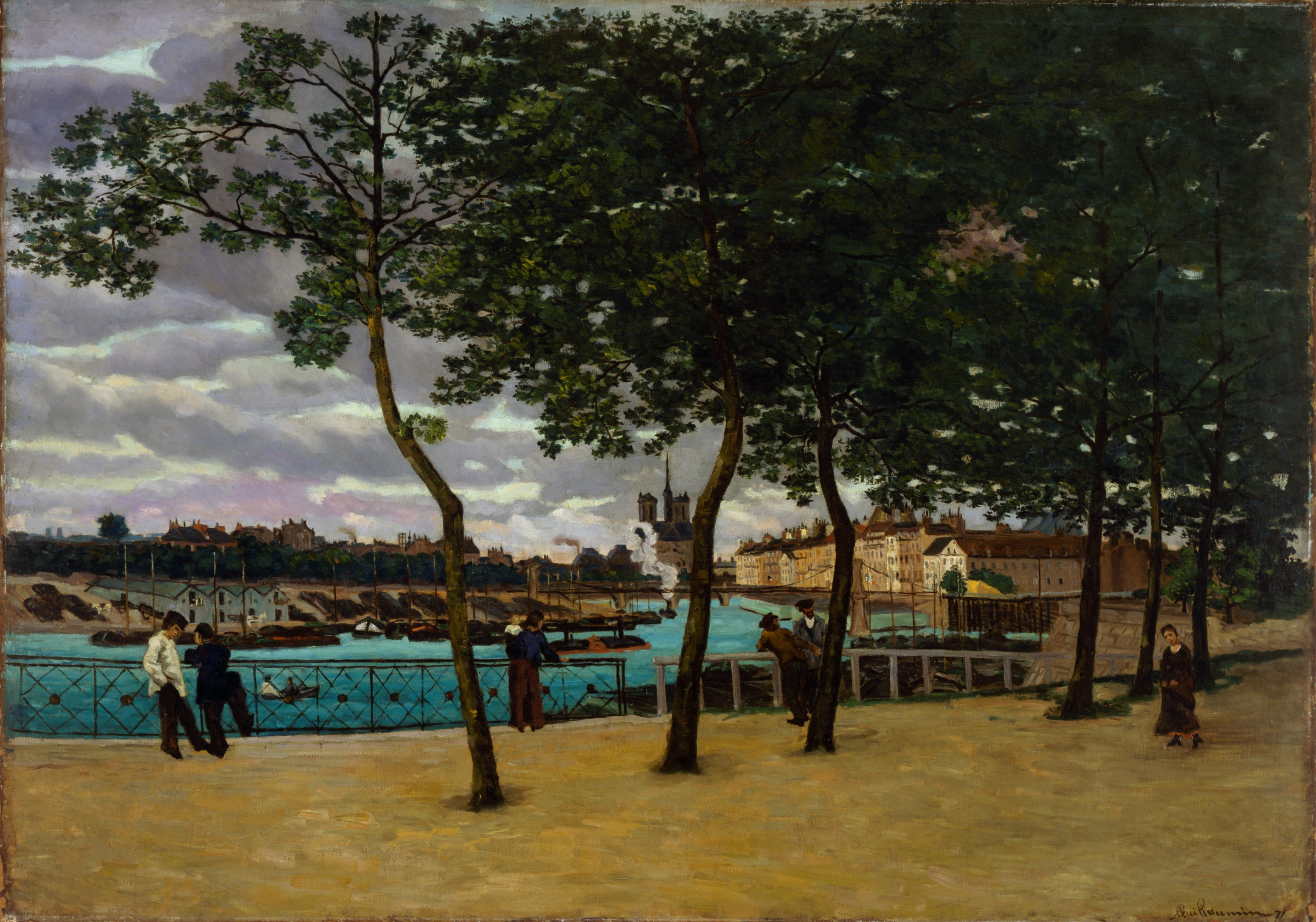
Vue de la Seine, Paris ; correspond peut-être à 65 : Temps pluvieux. Paysage
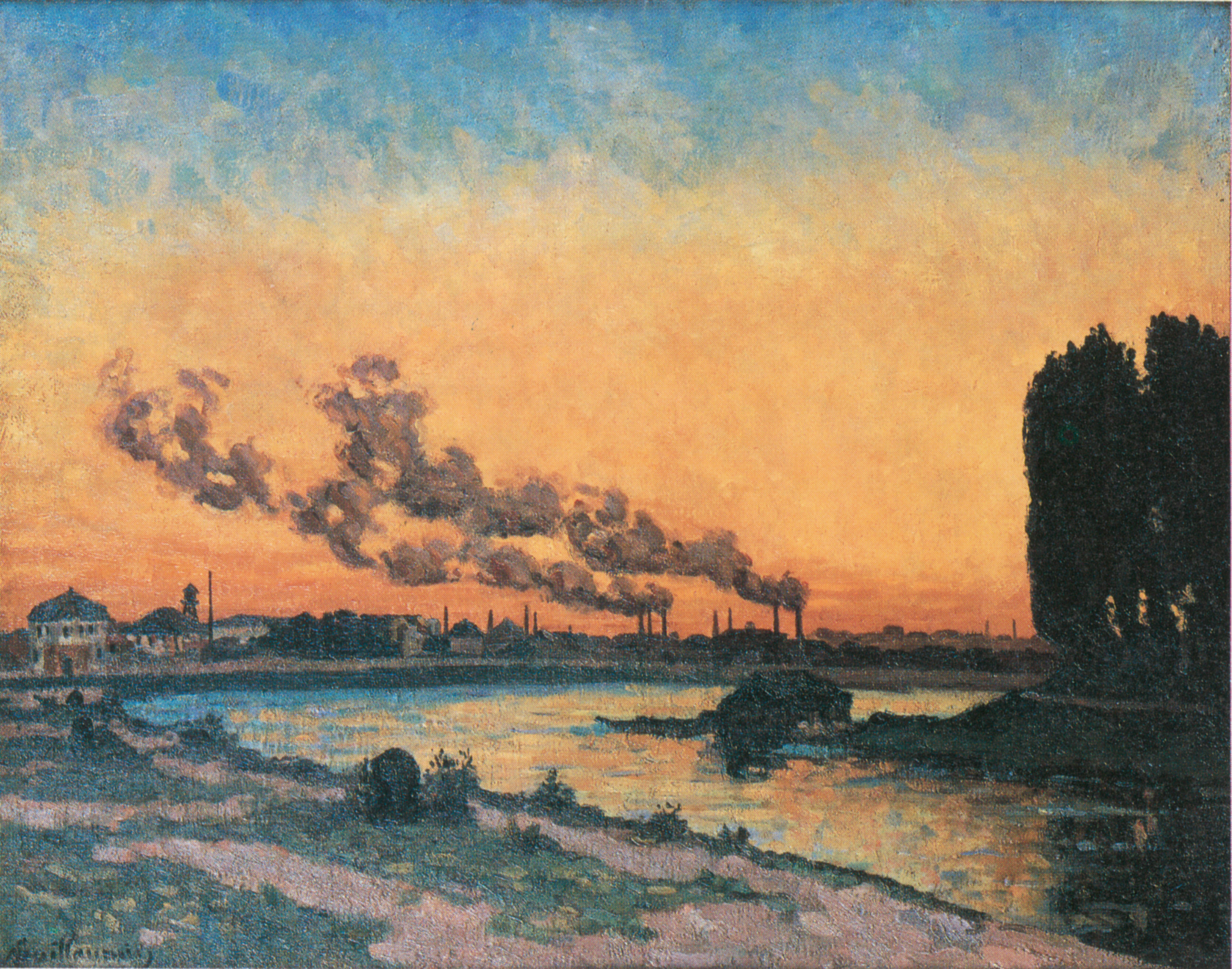
66 : Soleil couchant à Ivry

### Louis Latouche
Louis Latouche présente 4 tableaux, ,. Il est domicilié au 12 rue de La Tour-d'Auvergne à Paris.
- 67 : Clocher de Berck (Pas-de-Calais)
- 68 : Vue des Quais (Paris)
- 69 : La Plage, marée basse à Berck (Pas-de-Calais)
- 70 : Sous bois

### Ludovic-Napoléon Lepic
Ludovic-Napoléon Lepic expose 7 œuvres : 4 aquarelles et 3 eaux-fortes, ,. Il est domicilié au 46 rue de La Rochefoucauld à Paris.
- 74 : L'Arrivée de la marée à Cayeux (aquarelle)
- 75 : La Pêche (étude en pleine mer, aquarelle)
- 76 : Golfe de Naples (aquarelle)
- 77 : Le Départ pour la pêche au hareng (aquarelle)
- 78 : L'Escalier du château d'Aix en Savoie (eau-forte)
- 79 : César (portrait de chien, eau-forte)
- 80 : Jupiter (portrait de chien, eau-forte)

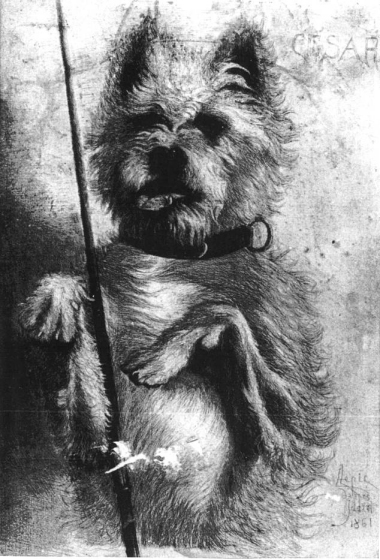
79 : César

### Stanislas Lépine
Stanislas Lépine expose 3 tableaux ,. Il est domicilié au 12 rue des Rosiers de Montmartre à Paris
- 81 : Le Canal Saint-Denis (appartenant à M. Sporck)
- 82 : La Rue Cortot (appartenant à M. Brullé ; collection particulière)
- 83 : Bords de la Seine (appartenant à M. M.)

### Léopold Levert
Léopold Levert expose 3 tableaux, , (sous le nom de Jean-Baptiste-Léopold Levert). Il est domicilié chez Henri Rouart au 34 rue de Lisbonne à Paris.
- 84 : Bords de l'Essonne
- 85 : Le Moulin de Touviaux
- 86 : Près d'Auvers

### Alfred Meyer
Alfred Meyer présente 6 œuvres : 7 émaux et 1 dessin, ,. Il est domicilié au 38 rue de Dunkerque à Paris.
- 87 : Étienne Marcel, prévôt des marchands (émail)
- 88 : Dona Maria Pacheco, épouse de Don Juan de Padilla, chef de l'insurrection, qui avait pris le nom de Sainte Ligue des communes sous Charles-Quint (émail)
- 89 : Le Firmament (d'après Émile Lévy , émail)
- 90 : Figure d'après Raphaël (émail)
- 91 : Figure d'après Raphaël (émail)
- 91 bis : Idylle (dessin)

### Auguste de Molins
Auguste de Molins 4 tableaux, ,. Il est domicilié  	chez M. Marchand, 13 rue Neuve-des-Petits-Champs à Paris.
- 92 : The Coming storm
- 93 : Rendez-Vous de chasse
- 94 : Relai de chiens
- 94 bis : Rendez-Vous de chasse

### Claude Monet
Claude Monet présente 9 œuvres : 5 tableaux et 4 pastels ,. Il est domicilié à Argenteuil.
- 95 : Les Coquelicots (sous le titre Les Coqulicots dans le catalogue de l'exposition ; cité sous le nom de Promenade dans les blés par Louis Leroy dans Le Charivari ; collection du musée d'Orsay sous le titre Coquelicots[59])
- 96 : : Le Havre : Bateaux de pêche sortant du port
- 97 : Le Boulevard des Capucines[60],[note 2] (collection du Musée des Beaux-Arts Pouchkine[61] ; un deuxième tableau de Monet peint en 1873 porte le nom de Boulevard des Capucines, mais n'est pas celui exposé ; il est dans la collection du musée d'art Nelson-Atkins[62])
- 98 : Impression, soleil levant (collection du musée Marmottan Monet[63])
- 99 : Deux croquis (pastel)
- 100 : Deux croquis (pastel)
- 101 : Deux croquis (pastel)
- 102 : Un croquis (pastel)
- 103 : Déjeuner (collection du musée Städel[64])

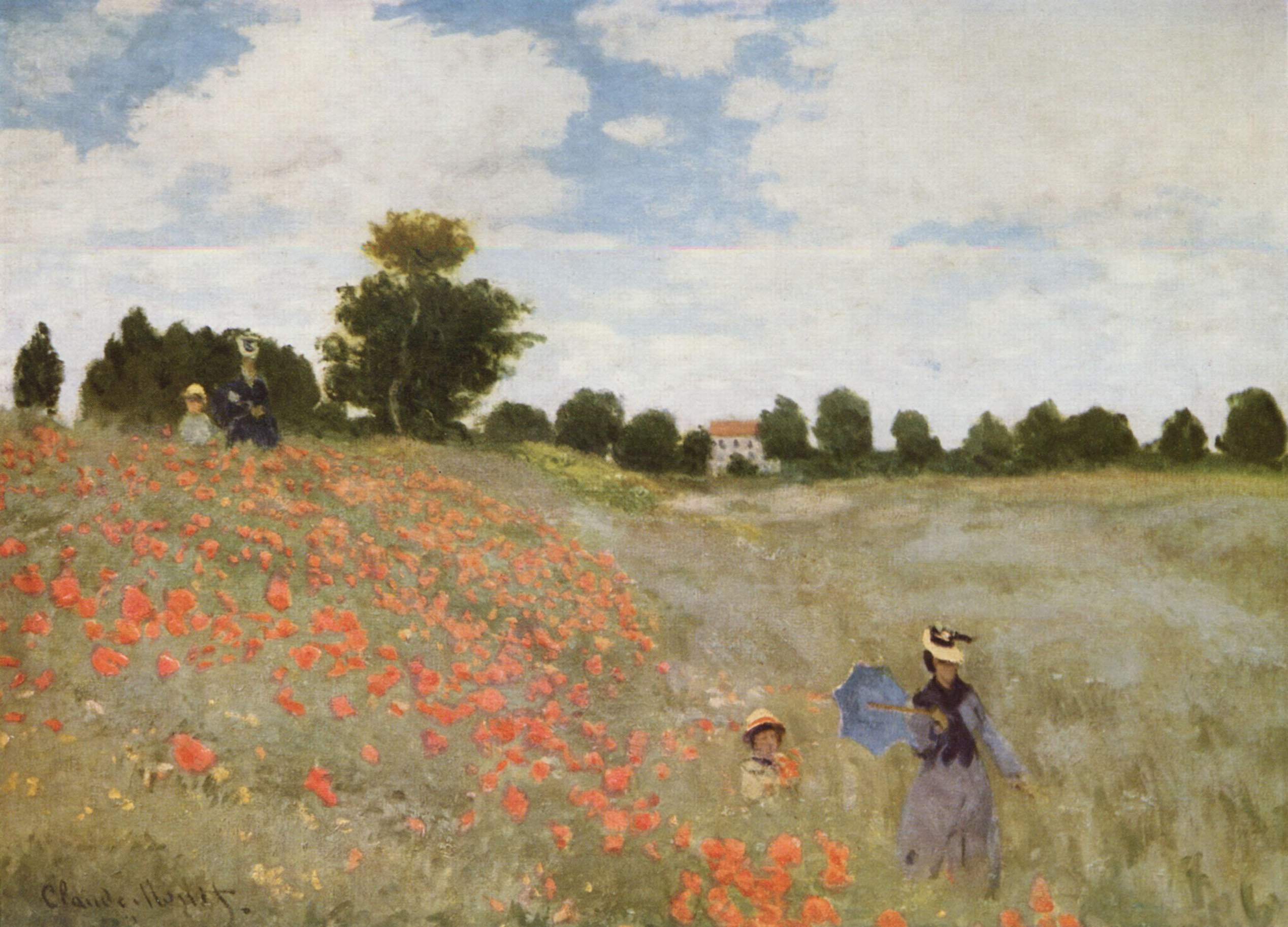
95 : Les Coquelicots
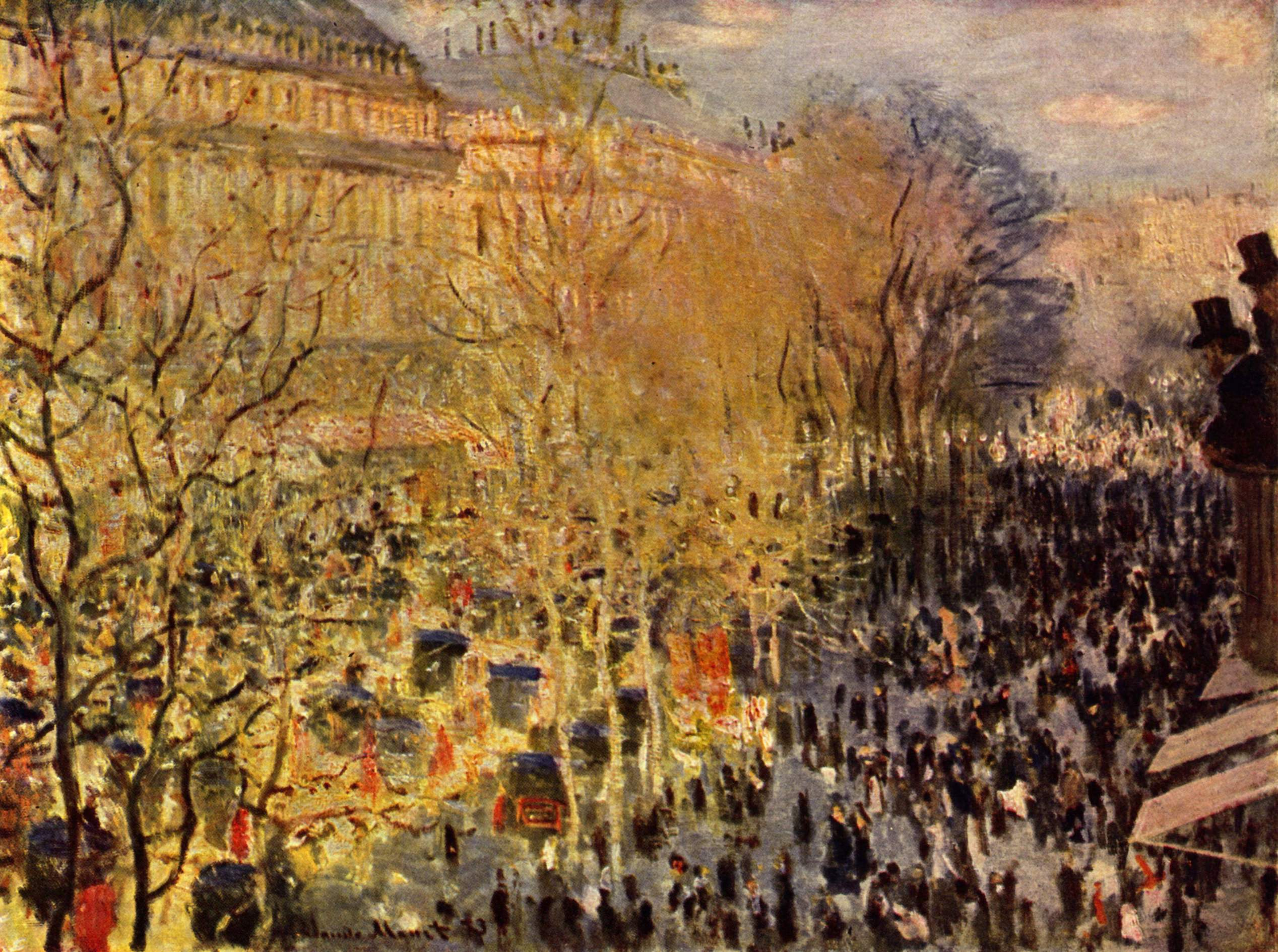
97 : Le Boulevard des Capucines
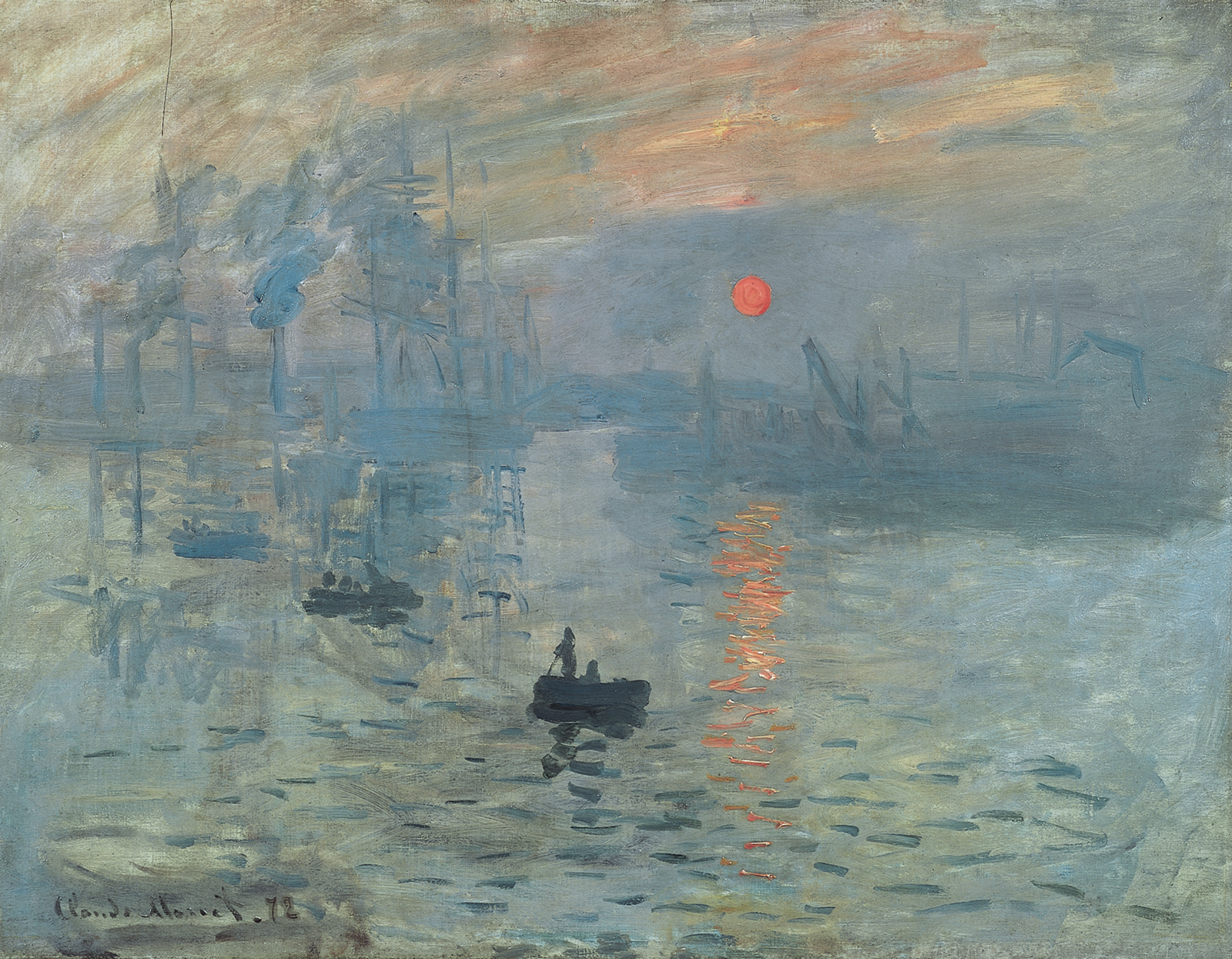
98 : Impression, soleil levant

### Berthe Morisot
Berthe Morisot présente 9 œuvres : 4 tableaux, 3 aquarelles et 2 pastels ,. Elle est domiciliée au 7 rue Guichard à Paris.
- 104 : Le Berceau (collection du musée d'Orsay[66])
- 105 : La Lecture (en)' (collection de la National Gallery of Art sous le titre La Mère et la Sœur de l'artiste[67])
- 106 : Cache-Cache (appartenant à M. Manet)
- 107 : Marine (collection de la National Gallery of Art sous le titre Vue du petit port de Lorient[68])
- 108 : Portrait de mademoiselle M.T. (pastel)
- 109 : Un village (pastel)
- 110 : Sur la falaise (aquarelle)
- 111 : Dans le bois (aquarelle)
- 112 : --- (aquarelle)

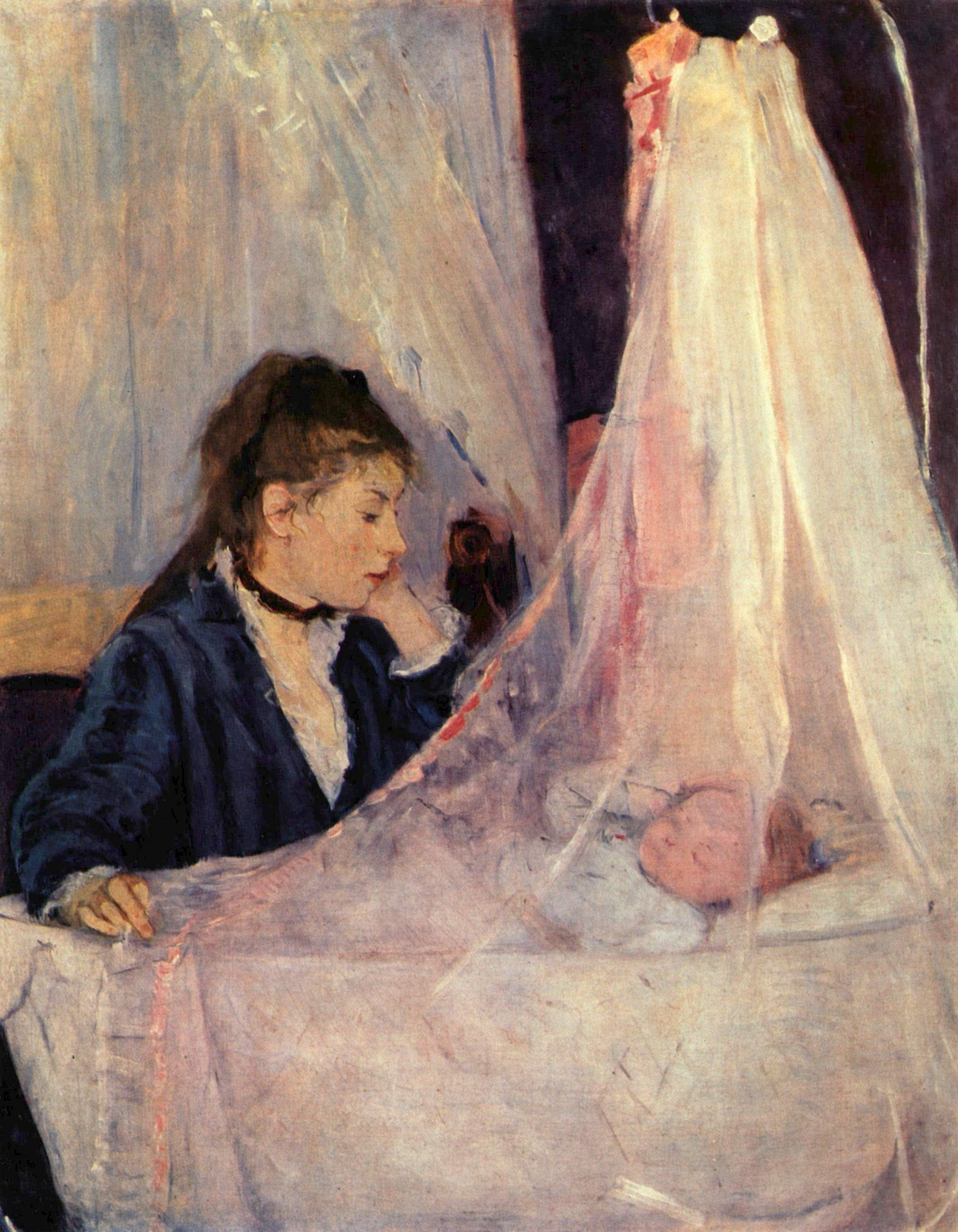
104 :Le Berceau
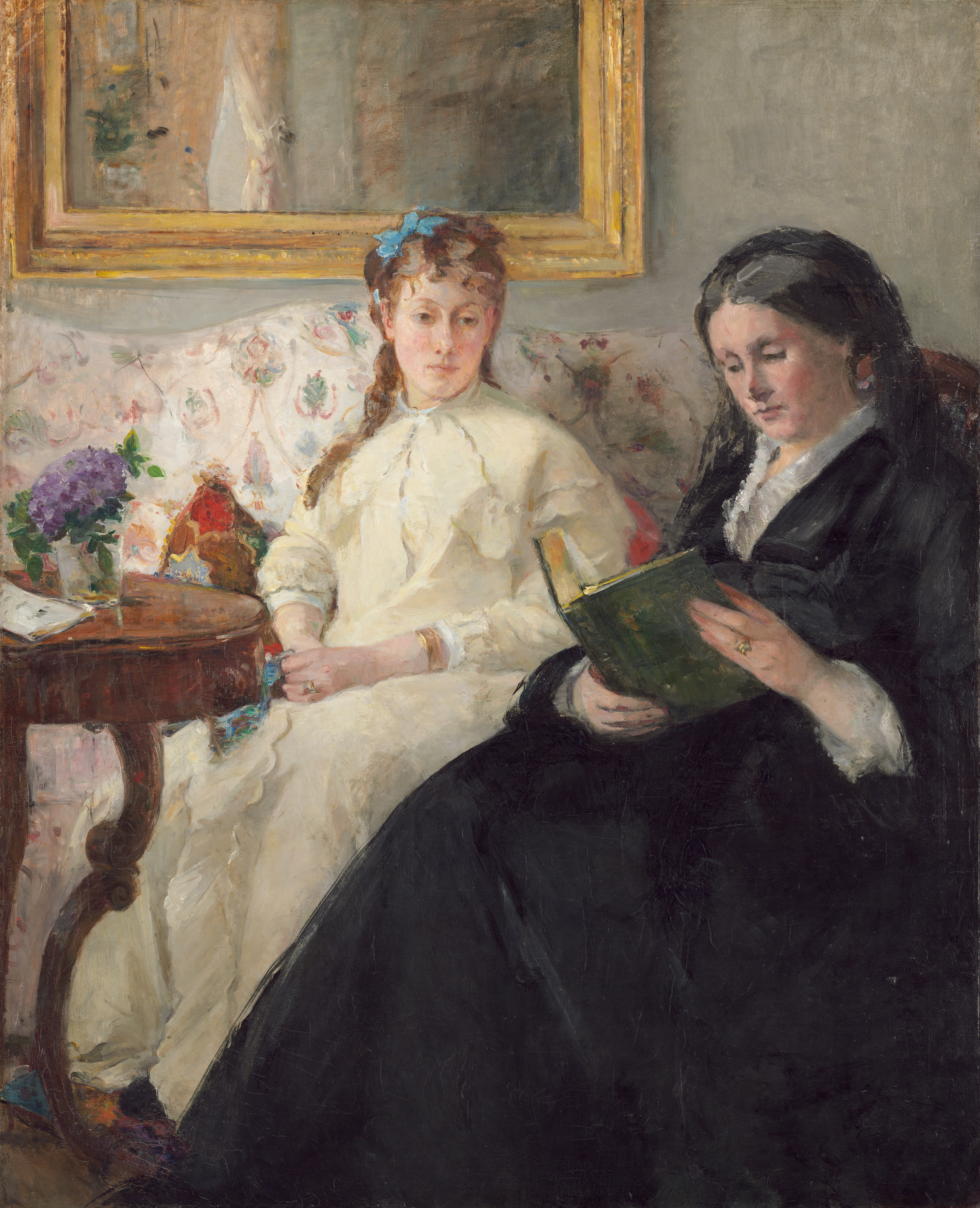
105 : La Lecture (en)
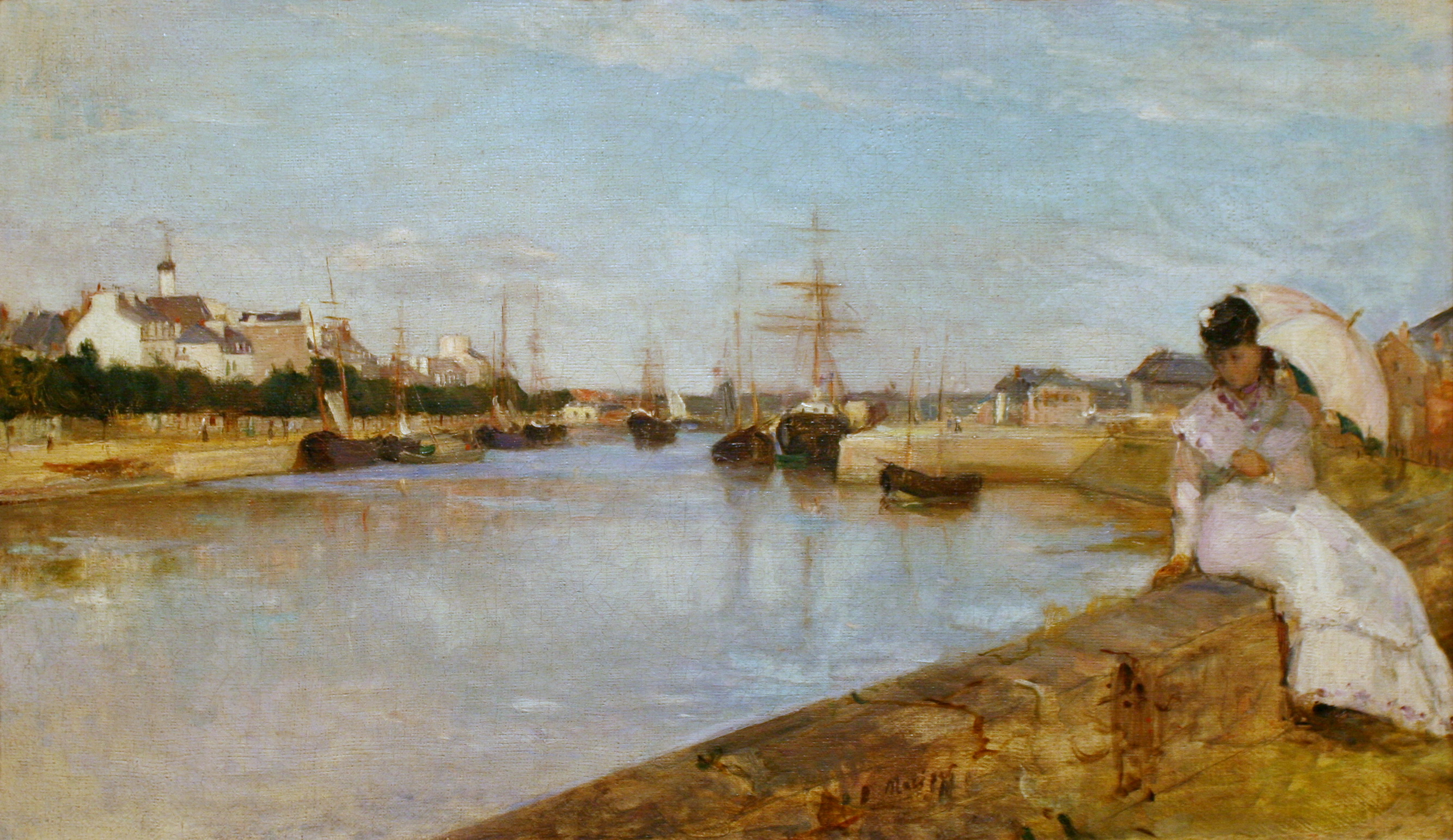
107 : Marine

### Émilien Mulot-Durivage
Émilien Mulot-Durivage présente 2 tableaux , (sous le nom de Mulot-Durivage). Il est domicilié au 13 rue Neuve-le-Berry au Havre.
- 113 : Barques à plomb
- 114 : La Rampe

### Giuseppe De Nittis
Giuseppe De Nittis présente 5 tableaux (sous le nom de Joseph Denittis). Il est domicilié au 64 avenue Uhrich à Paris.
- 115 : Paysage près de Blois
- 116 : Lever de lune. Vésuve
- 117 : Campagne du Vésuve
- 118 : Études de femme
- 118 bis : Route en Italie

### Auguste Ottin
Auguste Ottin présente 10 sculptures , (sous le nom d'Auguste-Louis-Marie Ottin). Il est domicilié au 9 rue Vincent-Compoint à Paris.
- 119 : Amour et  Psyché (groupe en marbre)
- 120 : Acis et Galathée (réduction en bronze d'un élément de sculpture de la fontaine Médicis, au jardin du Luxembourg)
- 121 : Jeune Faune (réduction en bronze d'un élément de sculpture de la fontaine Médicis, au jardin du Luxembourg)
- 122 : Nymphe chasseresse (réduction en bronze d'un élément de sculpture de la fontaine Médicis, au jardin du Luxembourg)
- 123 : Jeune Femme portant un vase (terre cuite)
- 124 : Jeune Femme portant un vase (terre cuite)
- 125 : Buste (terre cuite)
- 126 : Buste de Ingres (réduction en plâtre)
- 127 : Le Dernier Mousse du Vengeur (plâtre)
- 128 : Buste de M. B... (terre cuite)

### Léon-Auguste Ottin
Léon-Auguste Ottin présente 7 œuvres : 5 tableaux, 1 aquarelle et 1 lithographie, ,. Il est domicilié au 2 rue Bervic à Paris.
- 129 : Après la messe à la campagne
- 130 : Au Château (Sannois)
- 131 : La Butte Montmartre, versant sud
- 132 : La Fête chez Thérèse (projet de rideau de théâtre ; aquarelle)
- 133 : Une Bergerie sans moutons (lithographie)
- 134 : At home (appartenant à M. T. N.)
- 135 : Mariette (tête d'étude)

### Camille Pissarro
Camille Pissarro présente 5 tableaux ,. Il est domicilié au 26 rue de l'Hermitage à Pontoise.
- 136 : Le Verger (collection du musée Thyssen-Bornemisza sous le titre Le Champ de choux, Pontoise[73])
- 137 : Gelée blanche (it) (collection du musée d'Orsay[74])
- 138 : Les Châtaigniers à Osny (collection particulière)
- 139 : Jardins de la ville de Pontoise (collection du musée de l'Ermitage[75])
- 140 : Une matinée du mois de juin (collection de la Staatliche Kunsthalle Karlsruhe sous le titre Matinée de juin près de Pontoise[76])

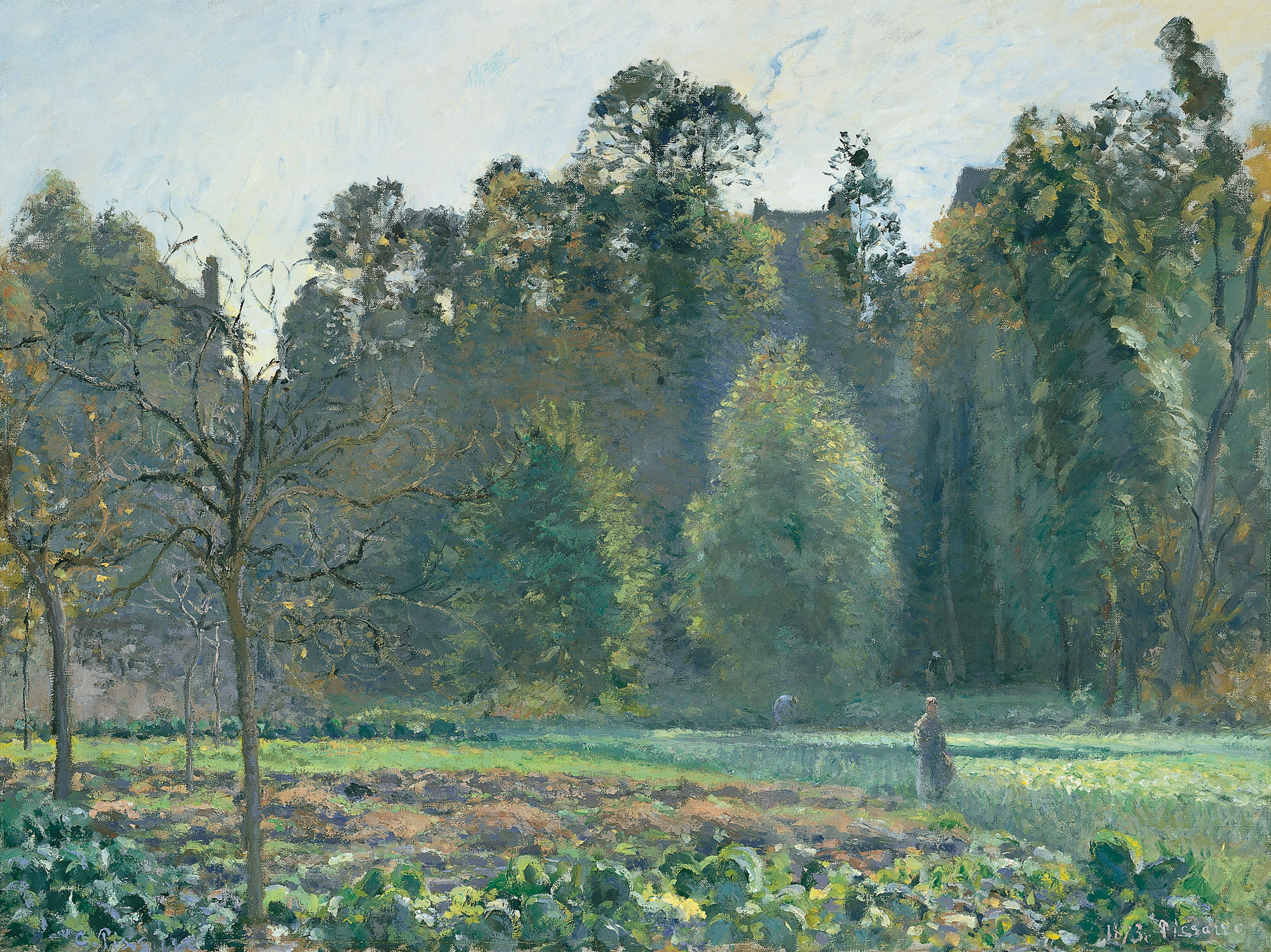
136 : Le Verger
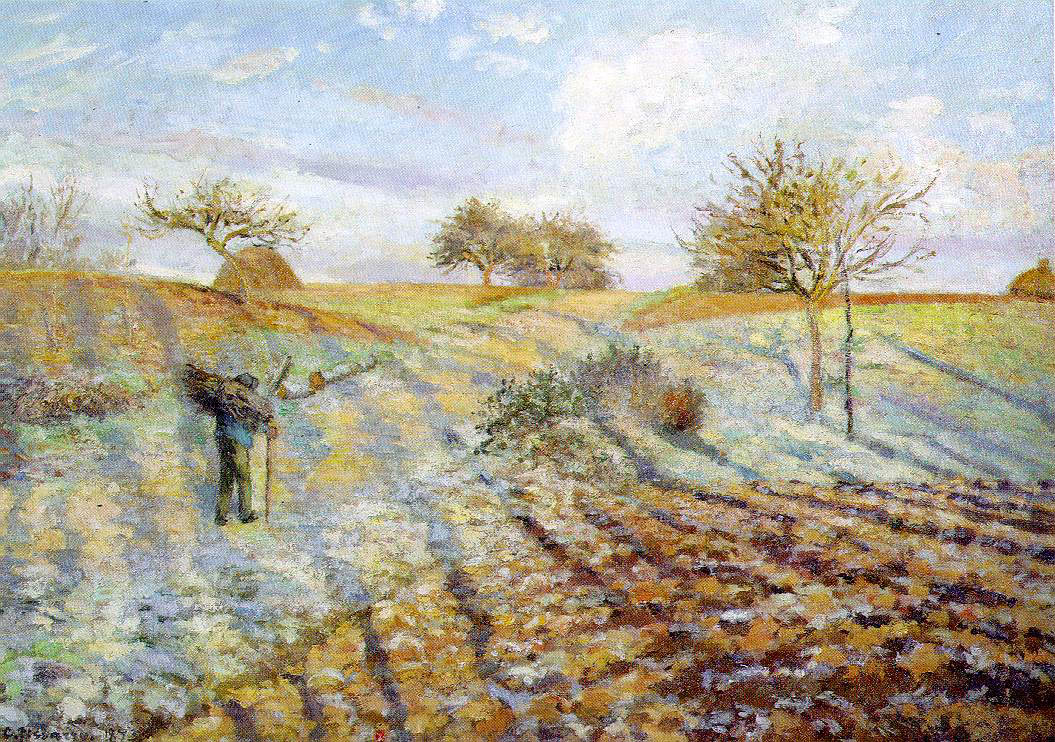
137 : Gelée blanche (it)
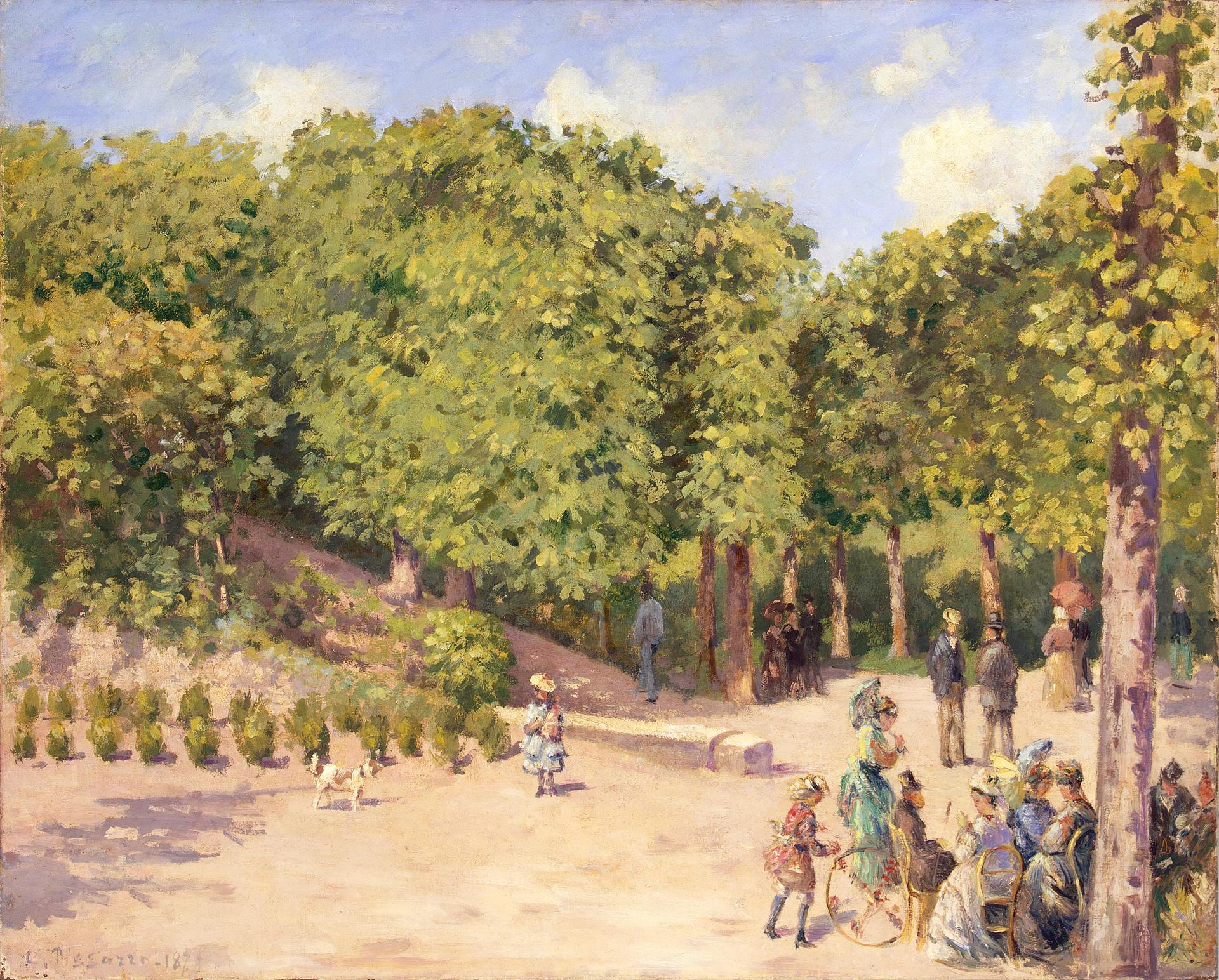
139 : Jardins de la ville de Pontoise
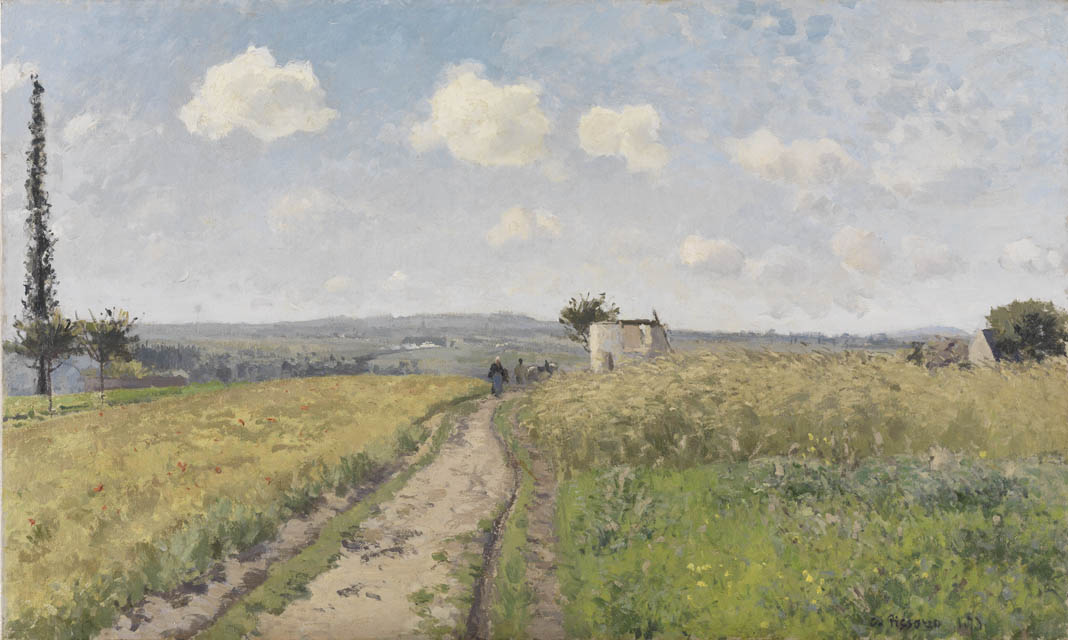
140 : Une matinée du mois de juin

### Auguste Renoir
Auguste Renoir présente 7 œuvres : 6 tableaux et 1 pastel , (sous le nom de Pierre-Auguste Renoir). Il est domicilié au 35 rue Saint-Georges à Paris
- 141 : Danseuse (collection de la National Gallery of Art[78])
- 142 : La Loge (collection de la Courtauld Gallery[79])
- 143 : Parisienne (collection du musée national de Cardiff[80])
- 144 : Moissonneurs
- 145 : Fleurs (collection du musée des Beaux-Arts de Boston sous le titre Bouquet de fleurs dans un vase en terre cuite[81])
- 146 : Croquis (pastel)
- 147 : Tête de femme

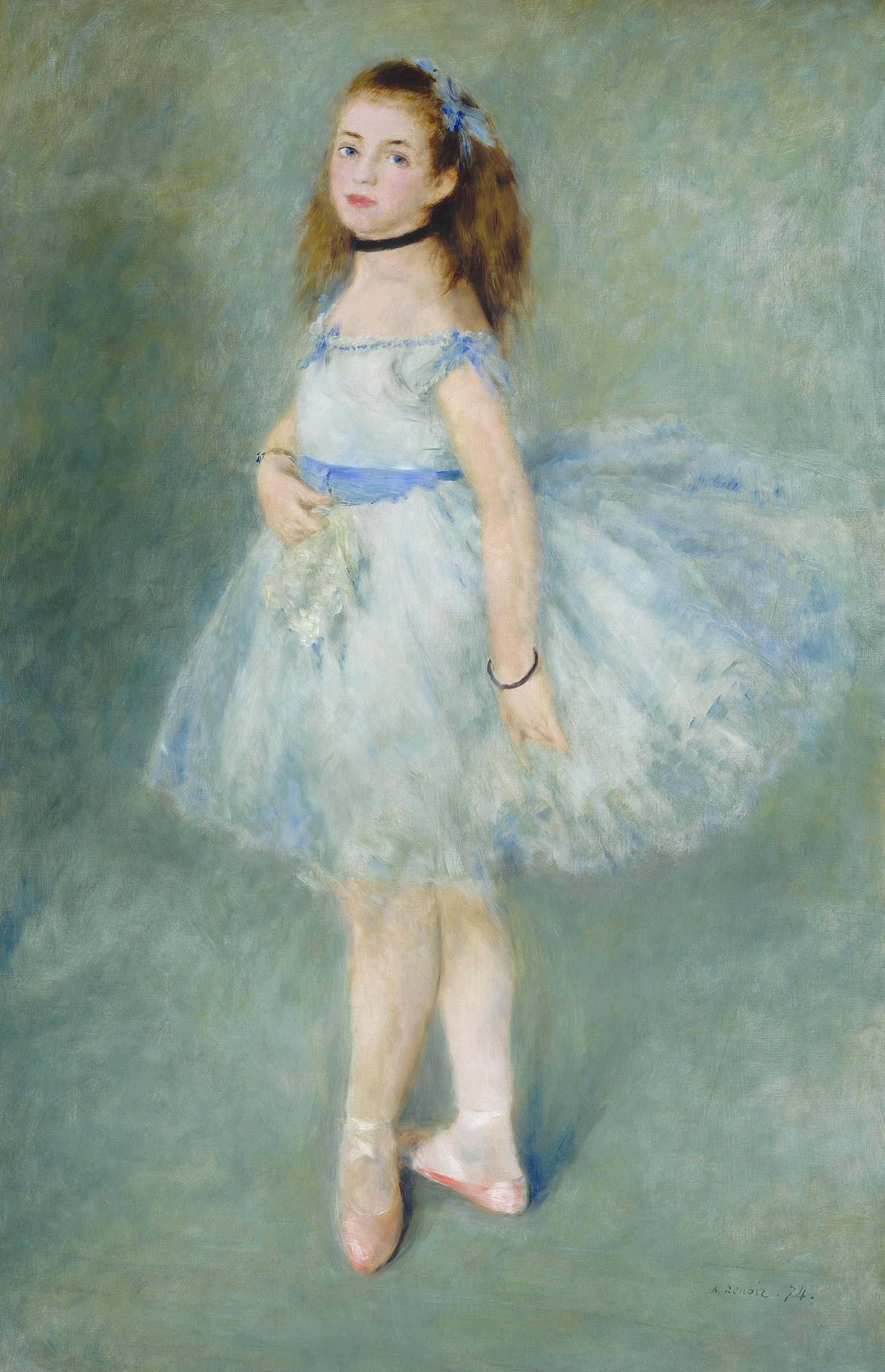
141 : Danseuse
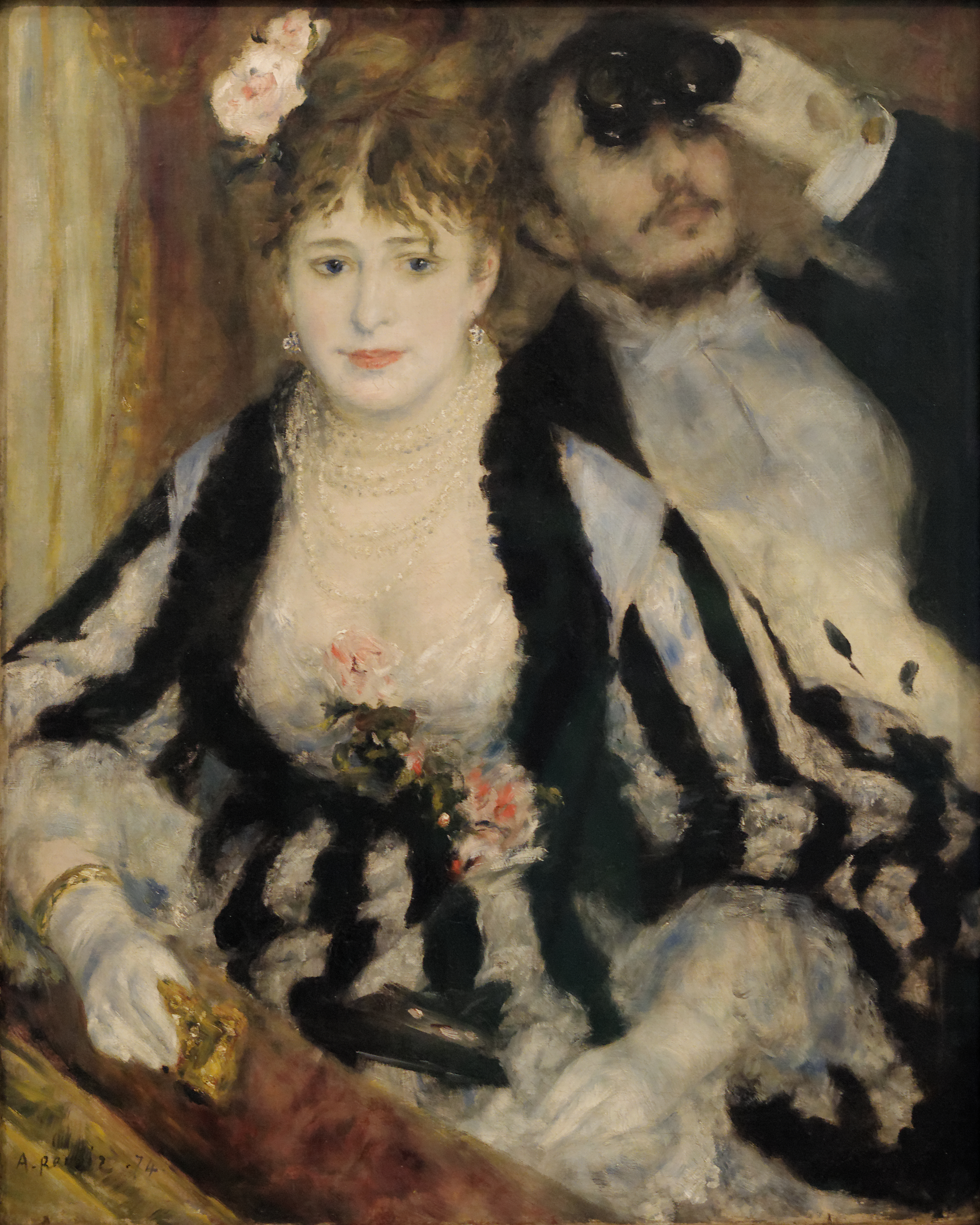
142 : La Loge
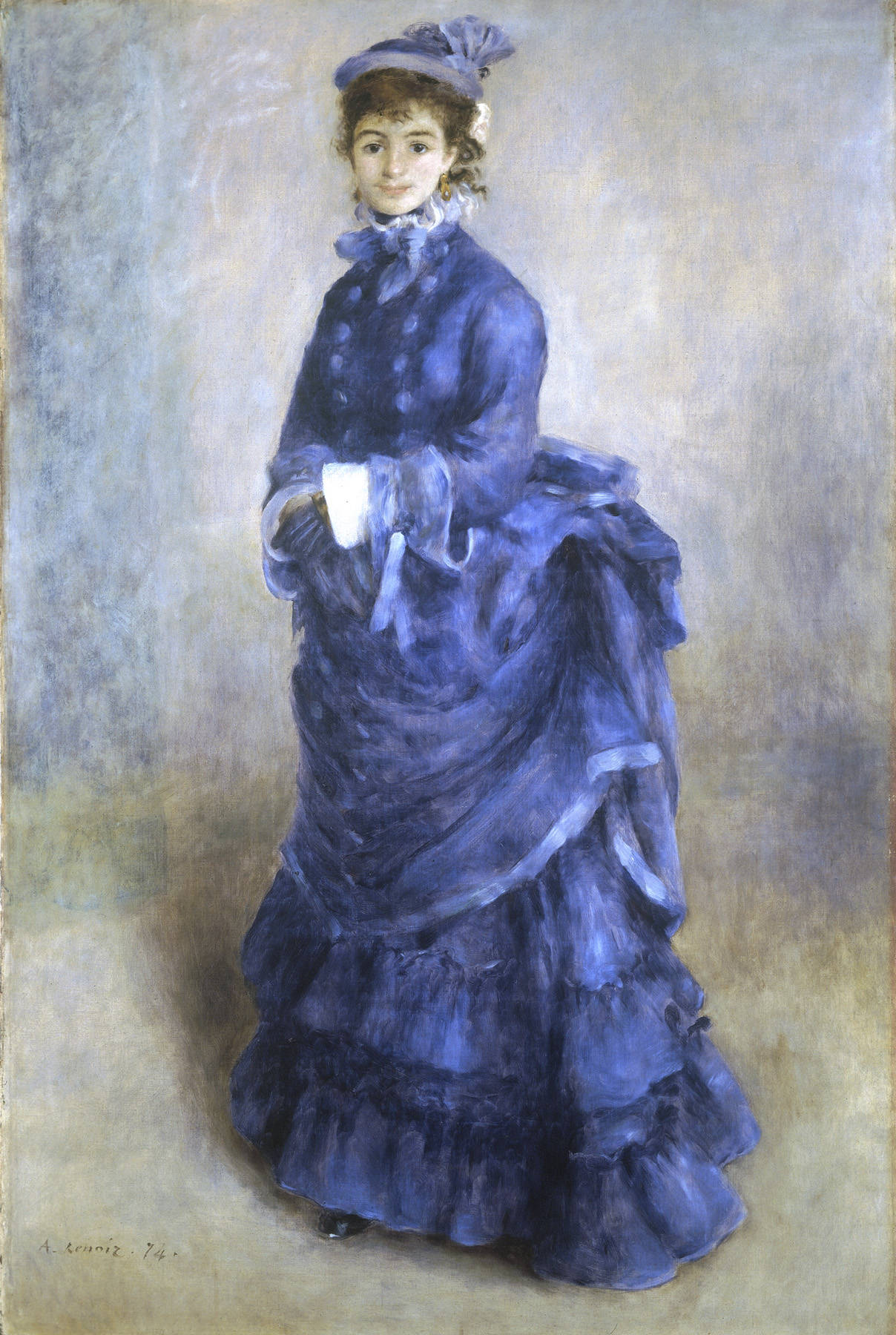
143 : Parisienne
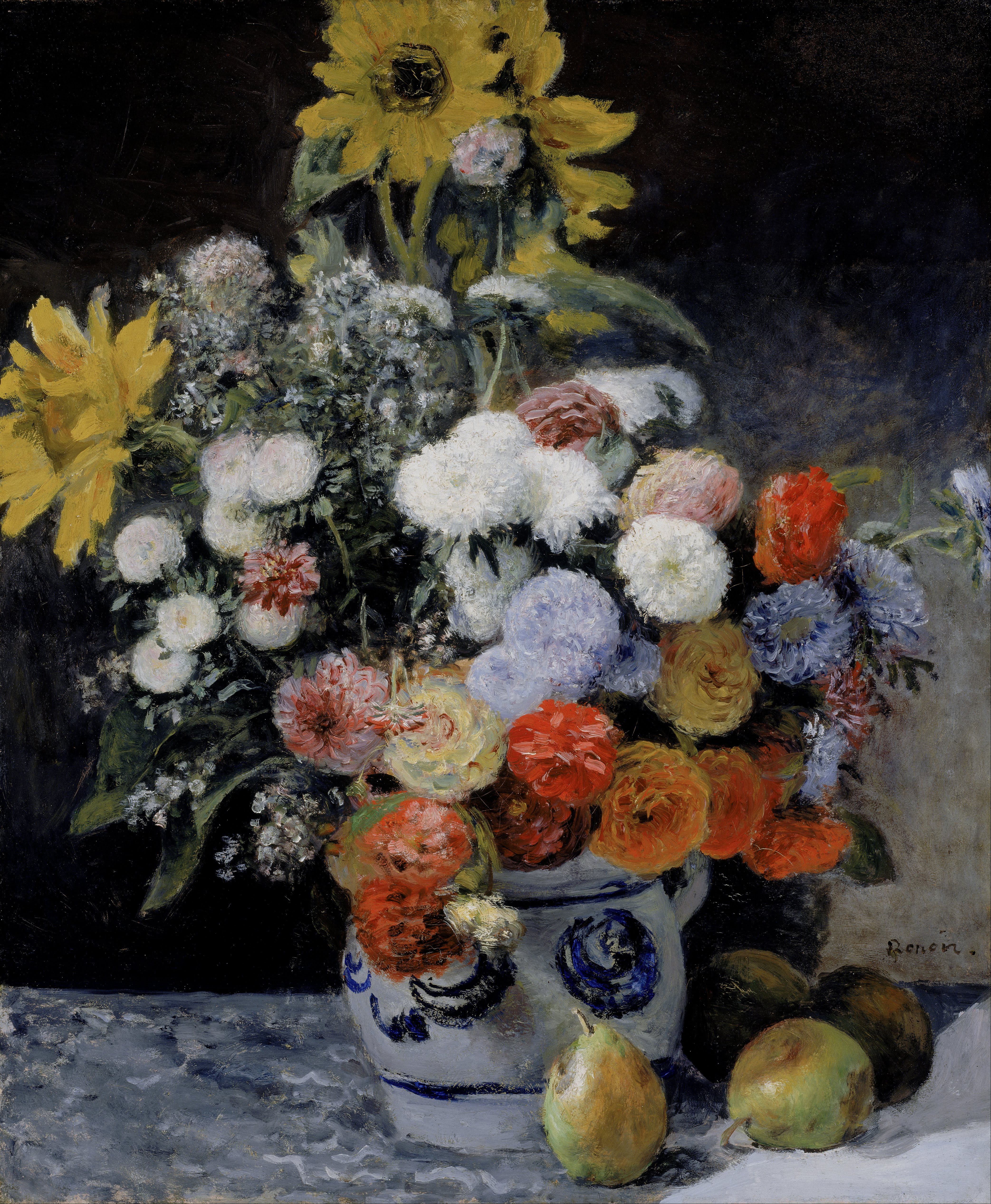
145 : Fleurs

### Léon-Paul-Joseph Robert
Léon-Paul-Joseph Robert présente 2 œuvres : 1 tableau et 1 ensemble d'aquarelles, , (sous le nom de Léopold Robert). Il est domicilié à Barbizon et 12 rue Linné à Paris.
- 159 : Jeunes filles dans les foins en fleurs
- 160 : Cadres (aquarelles)

### Henri Rouart
Henri Rouart présente 11 œuvres : 6 tableaux, 3 aquarelles et 2 eaux-fortes , (sous le nom de Stanislas-Henri Rouart). Il est domicilié au 34 rue de Lisbonne à Paris.
- 148 : Ferme bretonne
- 149 : Levée d'étang
- 150 : Vue de Melun (appartenant à M. J. D.)
- 151 : Village
- 152 : Forêt
- 153 : Route bretonne
- 154 : Ferme bretonne (aquarelle)
- 155 : Maisons béarnaises (aquarelle)
- 156 : Maisons béarnaises (aquarelle)
- 157 : Eau-forte
- 158 : Eau-forte

### Alfred Sisley
Alfred Sisley présente 5 tableaux ,. Il est domicilié au 2 rue de la Princesse à Voisins-Louveciennes.
- 161 : Route de Saint-Germain (appartenant à M. Durand-Ruel)
- 162 : Île de la Loge (appartenant à M. Durand-Ruel ; collection de la Ny Carlsberg Glyptotek)
- 163 : La Seine à Port-Marly (peut-être La Machine de Marly selon François Daulte)
- 164 : Verger[83]
- 165 : Port-Marly, soirée  d'hiver (peut-être Port-Marly, gelée blanche)

Une sixième toile, L'Automne : bords de la Seine près de Bougival, a également été exposée hors catalogue par Sisley.

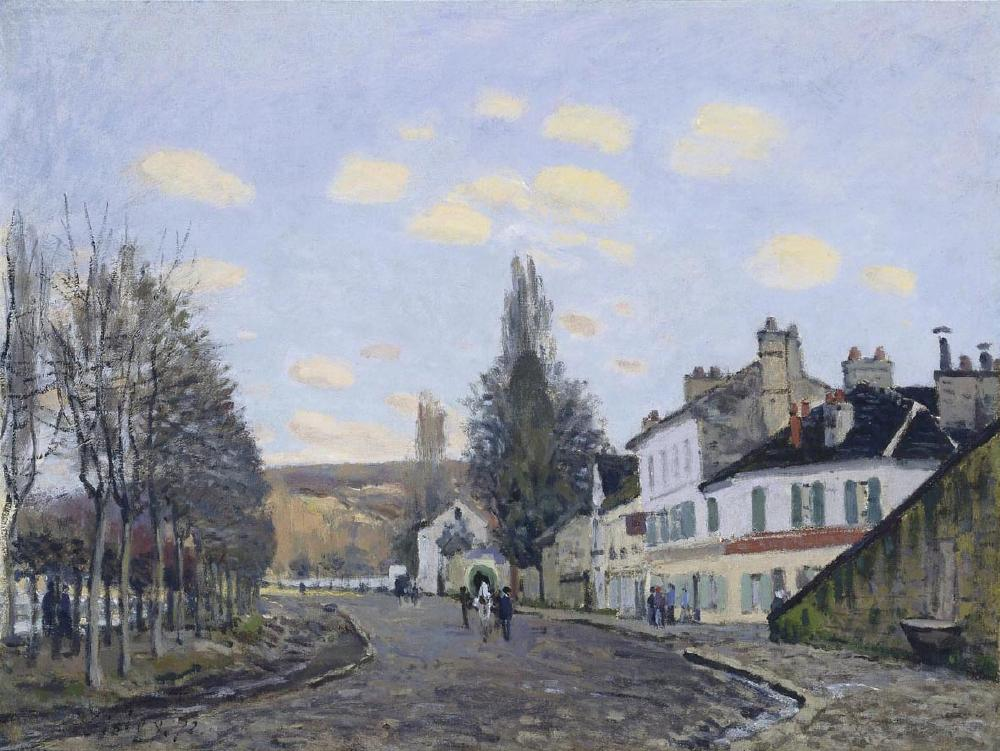
161 : Route de Saint-Germain
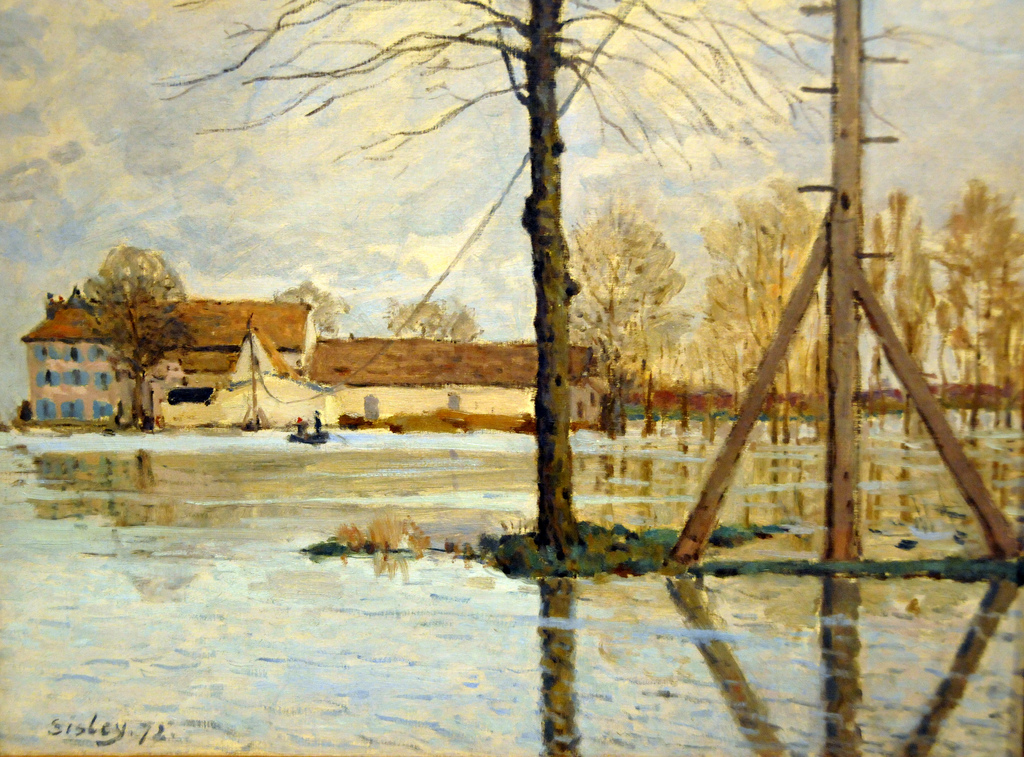
162 : Île de la Loge
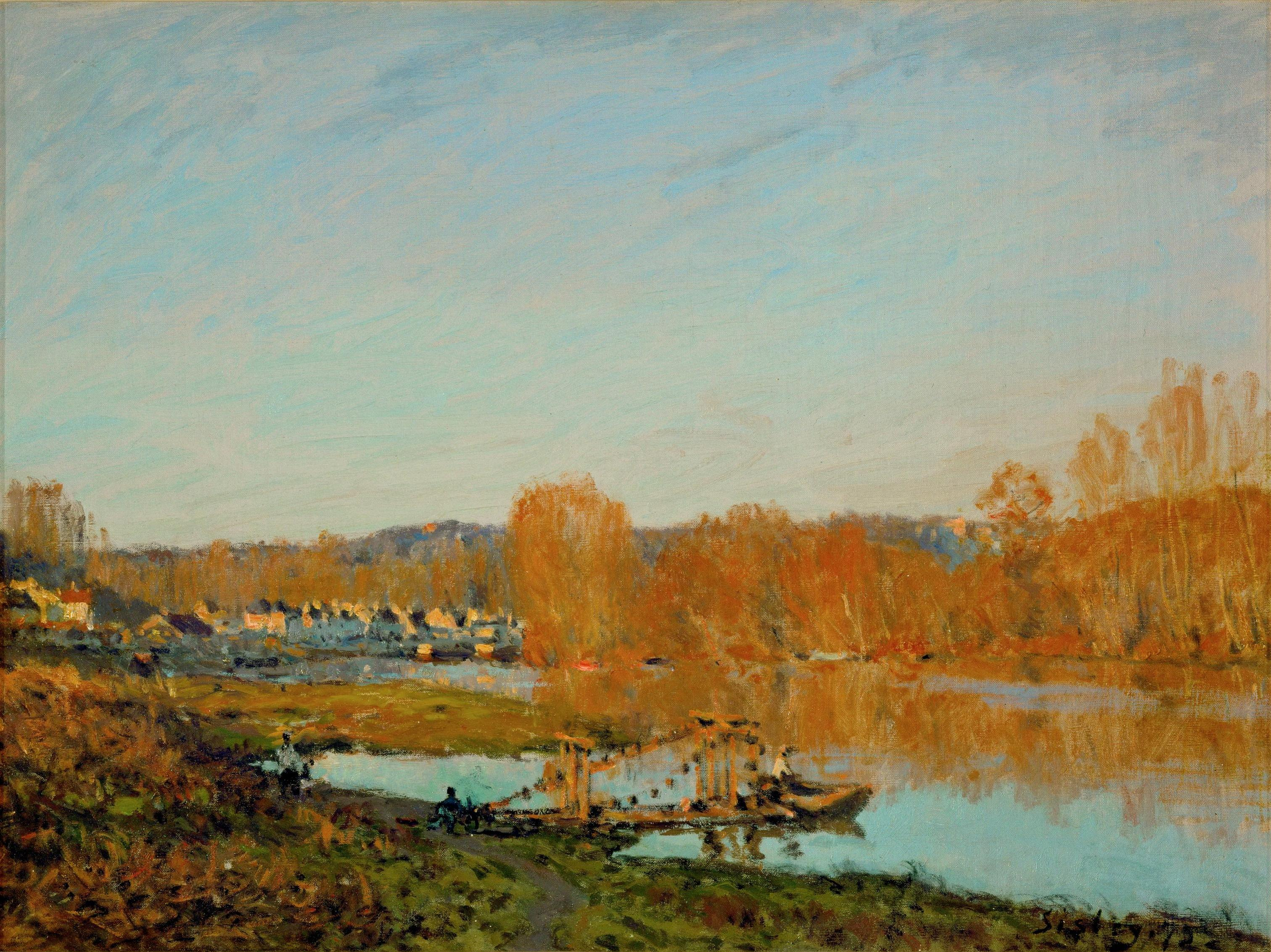
hors catalogue : L'Automne : bords de la Seine près de Bougival